# Bremische Wirtschaft
Die Bremische Wirtschaft im Bundesland Freie Hansestadt Bremen als Zwei-Städte-Staat mit den Städten Bremen und Bremerhaven ist historisch geprägt durch die Weser, die Nordsee und die Wasserstraßen und damit durch die Hafenwirtschaft in der Hafengruppe Bremen/Bremerhaven mit den Stadtbremischen Häfen und den Häfen in Bremerhaven.
Hafenwirtschaft, Handel, Schiffbau-, Automobilbau-, Luft- und Raumfahrt-, Stahl-, Elektronik- und Nahrungsmittelindustrie sowie Dienstleistungen und High-Tech sind die kennzeichnenden Wirtschaftsbereiche.
Das Bruttoinlandsprodukt im zur europäischen Metropolregion Nordwest gehörenden Land Bremen belief sich 2017 auf 33,7 Mrd. Euro und hatte in Deutschland einen Anteil von rund 1 %. Es stieg 2017 nominal um 5,0 Prozent (Bund 3,8 Prozent) und Preisbereinigt um 3,3 Prozent (Bund 2,2 Prozent) gegenüber 2016.

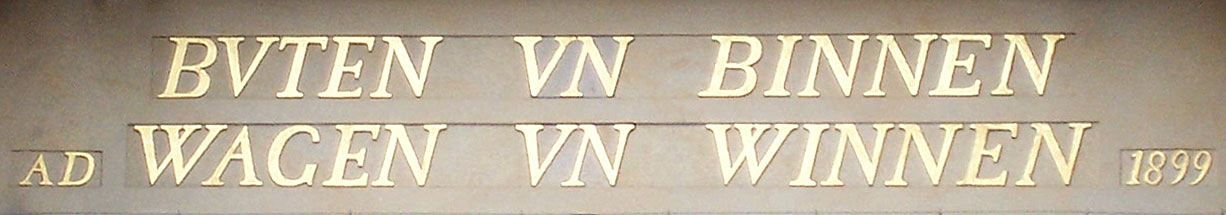
Bremer Wahlspruch am Bremer Schütting

Der Wahlspruch der Bremer, vor allem in Handel und Gewerbe, lautet: „Buten un Binnen, Wagen un Winnen“ („draußen und drinnen – abwägen und gewinnen“). Er steht über dem Portal des Schüttings, dem Sitz der Handelskammer Bremen am Bremer Marktplatz.

Exklaven und Enklaven von Stadt und Land Bremen und Stadt Bremerhaven

## Geschichte

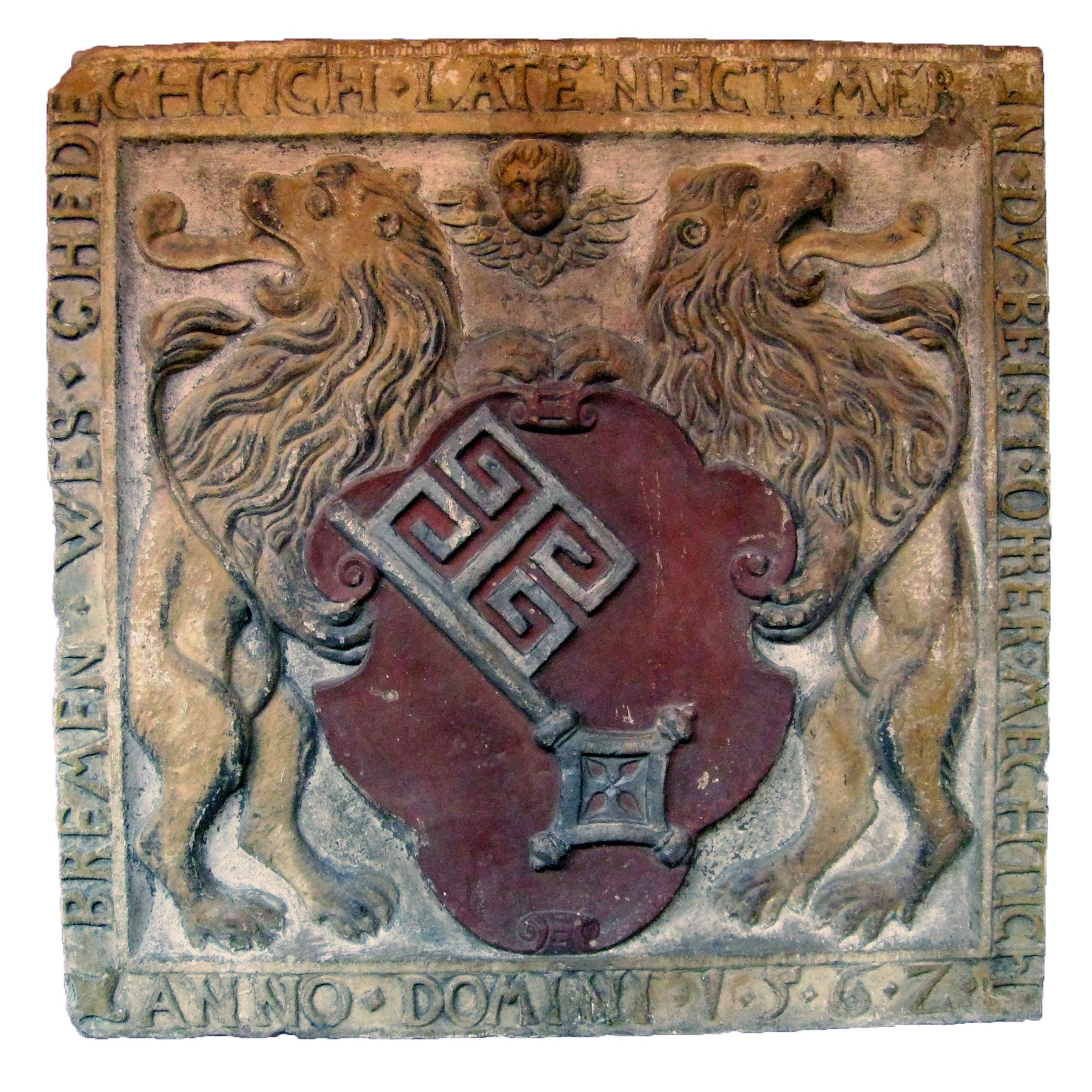
Stadtwappen

Das auf einer Düne gelegene Dorf Bremen war im 8. Jahrhundert Fähr- und Etappenort vom Durchgangsverkehr und lebte zunächst auch noch von der Viehlandwirtschaft. Durch die Lage an der Weser etablierte sich Bremen schon bald als Umschlagplatz für friesische Händler, die mit seetauglichen Schiffen an den Küsten handelten. Die Balge (Arm der Weser) diente als natürlicher Hafen.
Nachdem der Erzbischof in Bremen sich um 850 hier ansiedelte, entstand schnell eine Stadt, die 888 das Markt- und Münzrecht erlangte. Bremische Münzen wurden später in den Umlauf gebracht. Der Handel brachte Erfolge und wirtschaftlichen Aufschwung für die seit 1186 freie Reichsstadt. Eine kleine Oberschicht von etwa 30 Familien beherrschte im 14. Jahrhundert die wirtschaftlichen Grundlagen. Die Bremer Eke diente vor allem im 14. und 15. Jahrhundert als häufig eingesetztes Binnenschiff.

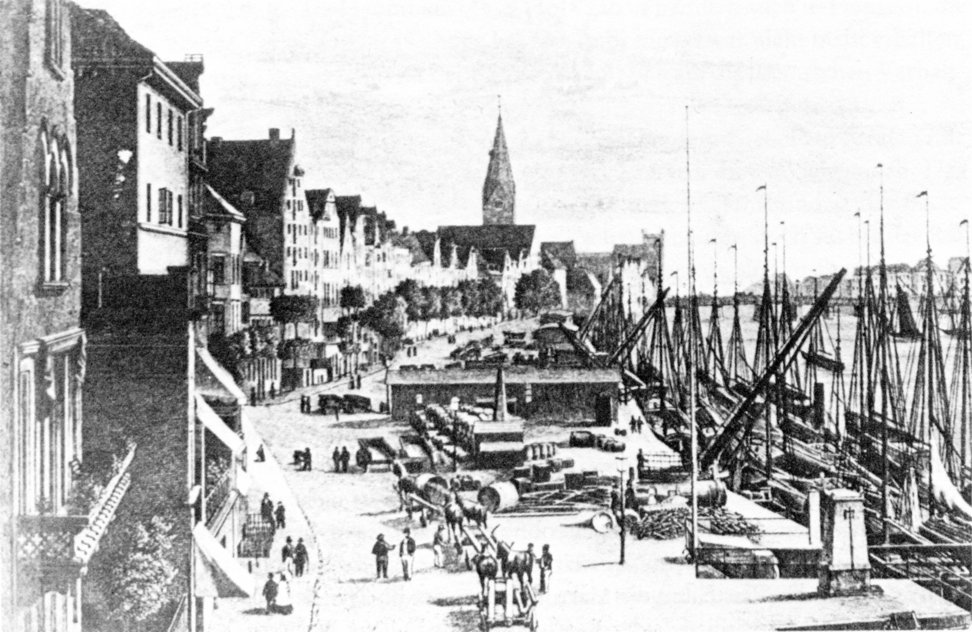
Schlachte 1862

Bremen war seit 1260 viermal Mitglied der Hanse, die zunächst als Kaufmannshanse und im Anschluss als Städtehanse zur Vertretung gemeinsamer wirtschaftlicher Interessen bestand. Die Bremer Handelsflotte hatte um 1560 circa 65 Schiffe. Die Weser versandete zunehmend. Für die Handelsschiffe wurde es schwieriger an der Schlachte in Bremen anzulegen. Von 1619 bis 1623 wurde deshalb flussabwärts der Vegesacker Hafen angelegt.
1451 hatten sich die Elterleute der Kaufmannschaft eine Satzung gegeben. Mit den Statuten für die „kopmann tho Bremen“ begann die organisierte Selbstverwaltung der bremischen Wirtschaft. Beim Aufstand der 104 Männer wurde in einer erfolglosen Revolte von 1532 versucht, dass auch die einfachen Handwerker gleichberechtigt am wirtschaftlichen Geschehen beteiligt würden. Erst 1849 entstanden Handelskammer und Handwerkskammer. In der Bremischen Bürgerschaft mit dem 8-Klassen-Wahlrecht von 1854 dominierten Kaufleute (48 Sitze), Gewerbetreibende (24) und Akademiker (16), die 88 von 150 Sitzen einnahmen.

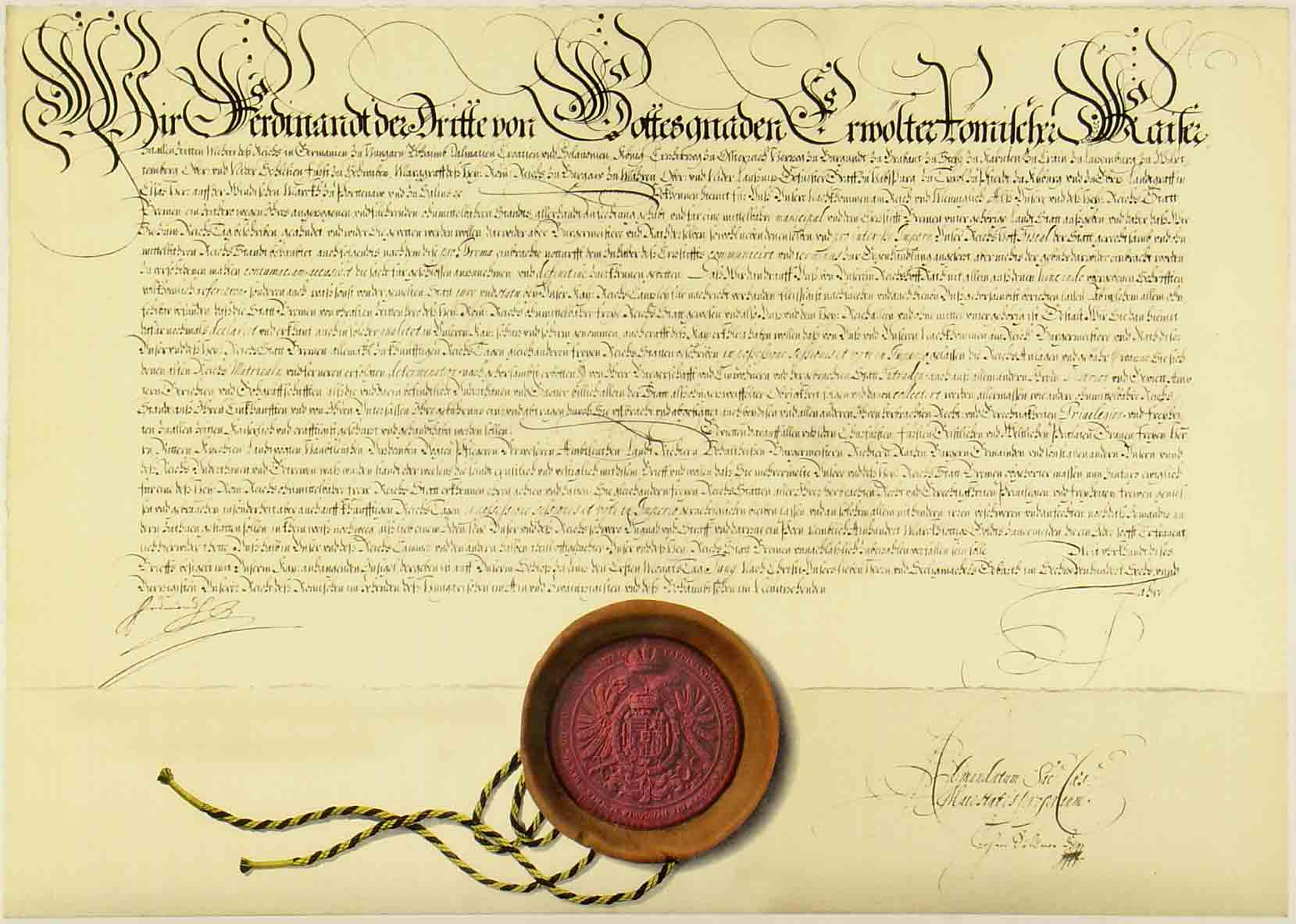
Linzer Diplom

1646 wurde Bremen durch das Linzer Diplom eine Freie Reichsstadt.
1783 begann der direkte Transatlantikhandel mit den USA.
Um sich den Zugang zum Seehandel zu erhalten, erwarb Bremen 1827 ein Gelände an der Wesermündung und gründete Bremerhaven. Es entstand die Hafengruppe Bremen/Bremerhaven mit den Stadtbremischen Häfen und den Häfen in Bremerhaven. Zur Erschließung der Bremer Häfen wurde die Weser zwischen 1875 und 1895 (die Weserkorrektion) begradigt.

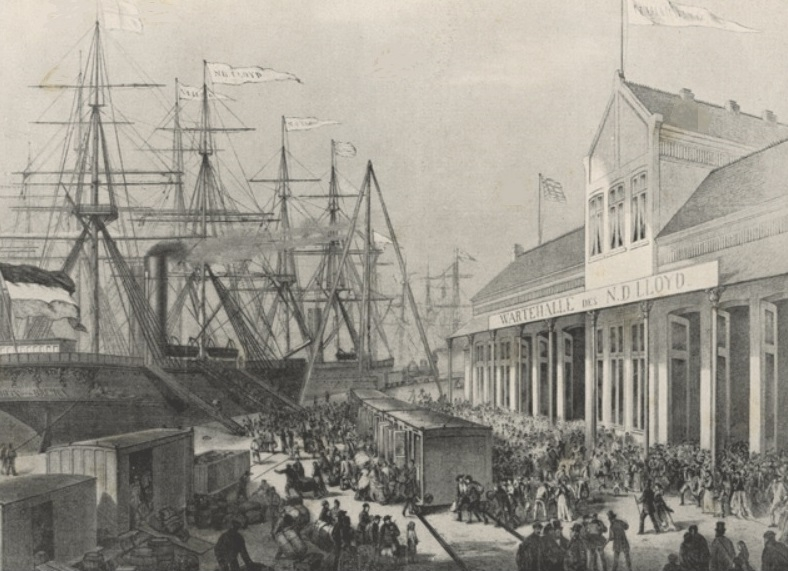
1870: NDL-Abfertigungshalle

Der Handel in Bremen mit Baumwolle, Tee, Reis, Kaffee, Tabak, Wein und Zitrusfrüchten hatte große Bedeutung. Es entstanden Kaffeeröstereien wie Ronning 1894, Kaffee Hag im 19. Jh., Eduscho um 1924. Im 19./20. Jahrhundert war der Tabakhandel in Bremen ausgeprägt. Der Bremer Kaufmann Hermann Dietrich Upmann gründete 1848 das Bankhaus H. Upmann & Co. mit der Zigarrenfirma Gebrüder Upmann & Co. Bremen, nach seiner Firma H.Upmann in Kuba. Die Tabakindustrie ist jedoch weitgehend abgewandert. Eine Werftindustrie entwickelte sich im 19. Jahrhundert (Lange 1816, AG Weser 1872, Bremer Vulkan 1893, Deschimag 1926). Sie verlor in Bremen nach 1983/1997 ihre Bedeutung. Große Reedereien wie der Norddeutsche Lloyd (NDL) von 1857 prägten die Wirtschaft. Die Bremer Baumwollbörse wurde 1872 gegründet. Führende Speditionen und Logistikdienstleister haben sich angesiedelt.

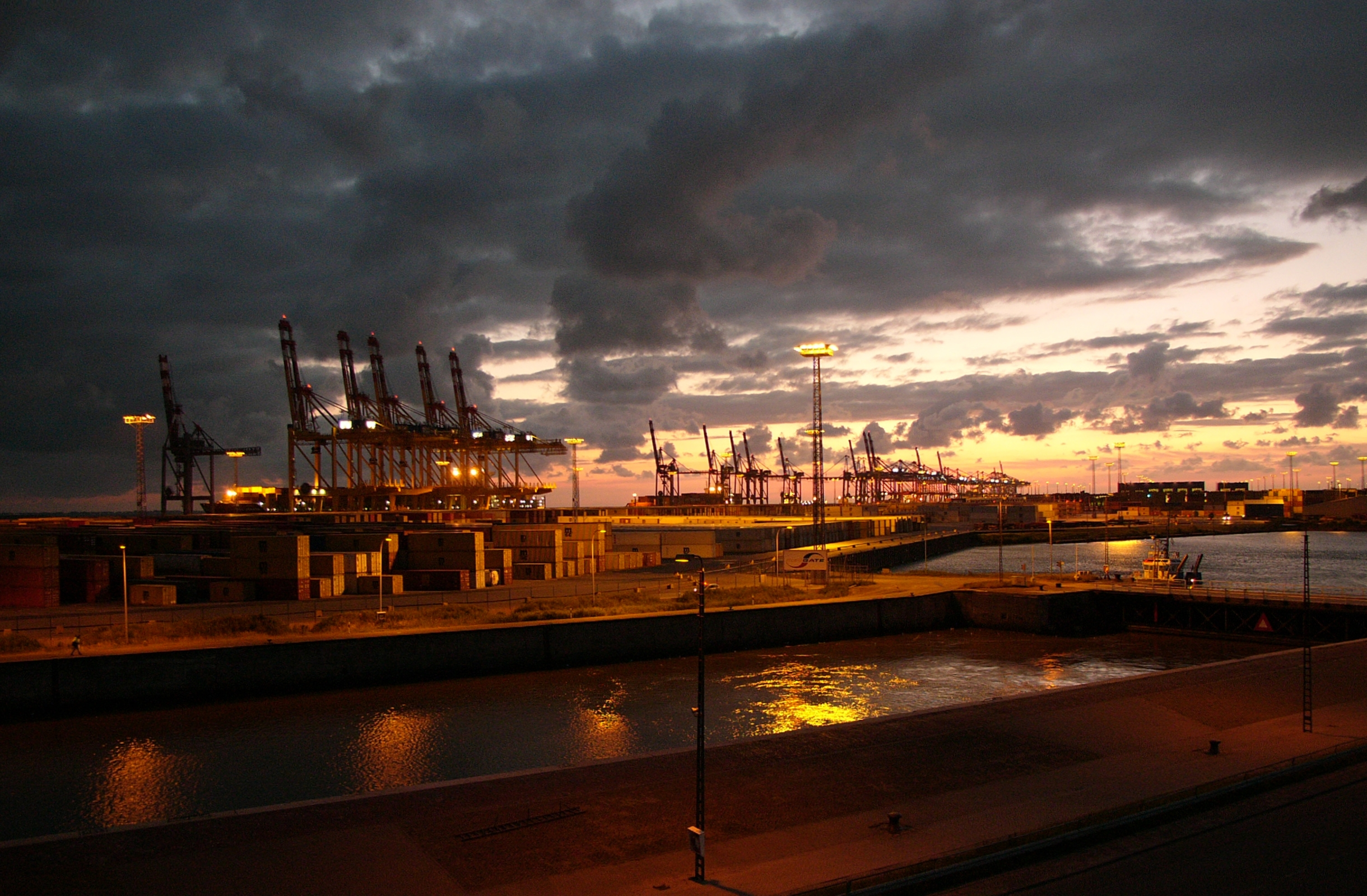
Containerterminal

Bremerhavens Wirtschaft war und ist eng mit den Häfen verbunden. Im Fischereihafen Bremerhaven von 1885 und vor allem in Geestemünde von 1896 war eine große Fischfangflotte angesiedelt, geblieben ist die Lebensmittelindustrie. Südfrüchte wie Bananen wurden im Kaiserhafen umgeschlagen. Der Container-Terminal Bremerhaven, die Columbuskaje für den Passagierverkehr von 1928, die Werften in Bremerhaven und der Kraftfahrzeug-Umschlag hatten und haben wirtschaftliche Erfolge.
1890 fand die Nordwestdeutsche Gewerbe- und Industrieausstellung als Leistungsschau der Wirtschaft statt. 1890 wurde in Bremen die Deutsch-Amerikanische Petroleum Gesellschaft gegründet, aus der später die deutsche Esso wurde.
Ab 1847 fand auf der Eisenbahnstrecke Bremen–Hannover der erste Zugverkehr statt. Das Eisenbahnnetz mit vielen Bahnhöfen (u. a. Bremen Hauptbahnhof 1847, Bremerhaven Hauptbahnhof 1914) wurde ständig ausgebaut.
Der Flughafen Bremen, seit 1909 in Bremen, öffnete sich 1920 für Linienflüge. Um das Terminalgebäude von 1995 entstand ein Airport-Center. Mit Focke-Wulf begann hier eine Luftfahrtindustrie, die mit Erno und Airbus Bremen eine Fortsetzung fand.

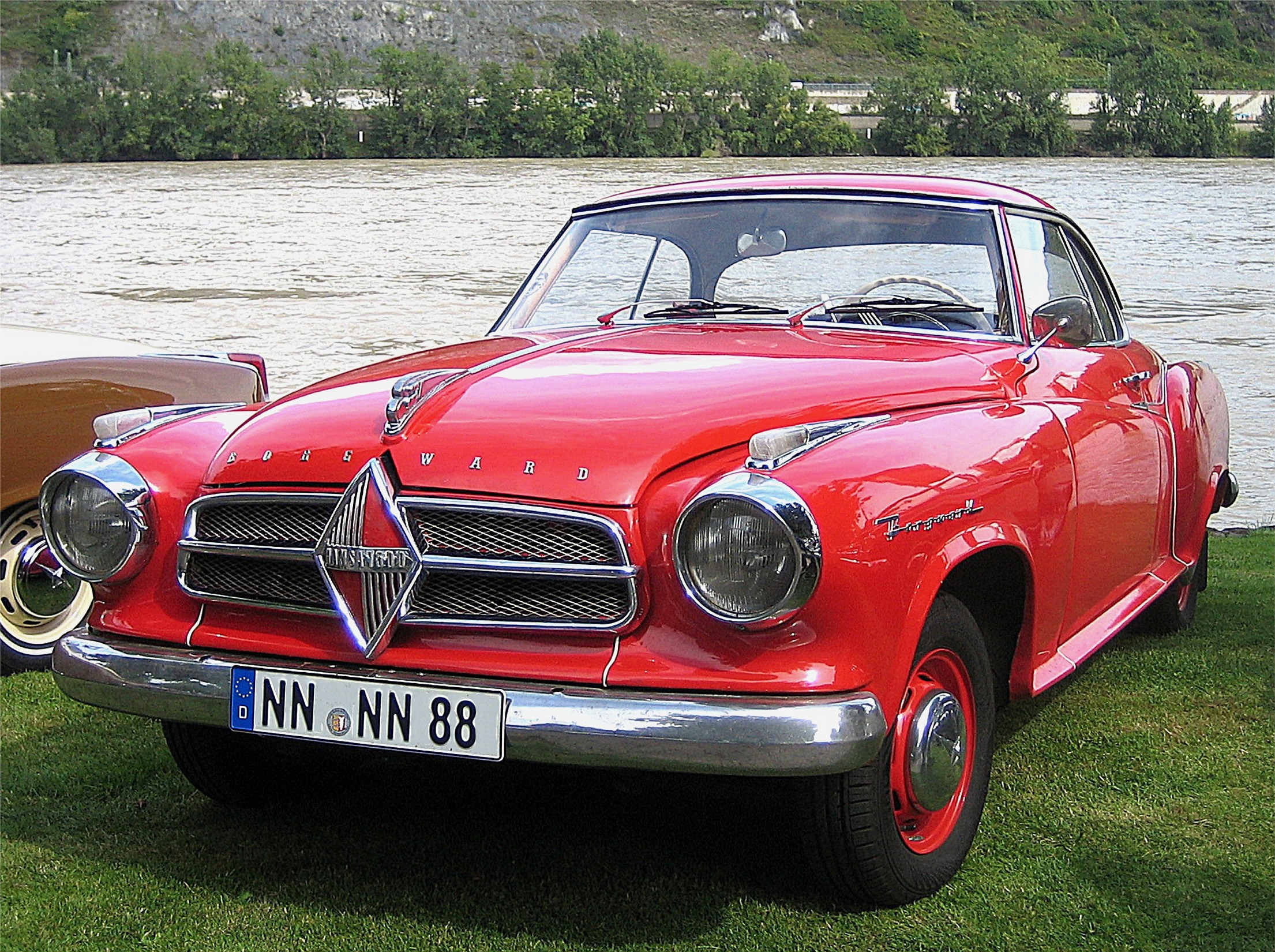
Borgward Isabella

Von 1924 bis 1961 produzierte Borgward in Bremen Kraftfahrzeuge, seit den 1980er Jahren das Mercedes-Benz Werk Bremen.
1908 wurde die Norddeutsche Hütte in Bremen gebaut. Seit 1957 bestehen hier die Stahlwerke Bremen.
In Bremen gab es im 19./20. Jahrhundert eine Reihe auch größerer Brauereien. Aktuell besteht in Bremen die Großbrauererei Beck’s.
Nach dem Zweiten Weltkrieg konnte die bremische Wirtschaft einen deutlichen Aufschwung erleben. Zunächst waren hohe Wachstumsraten des Bruttoinlandsprodukts zu verzeichnen. Der Anteil des Wirtschaftssektors Gewerbe und Industrie nahm ab und der Anteil im Dienstleistungsbereich deutlich zu. Die Anzahl der Berufspendler nahm nach 1950 drastisch zu, da viele Einwohner im Umland der beiden Städte siedelten und in Bremen arbeiteten.
Das traditionsreiche Handwerk hatte in Bremen 1949 noch rund 9000 Betriebe; 2005 waren es noch 2797. Auffallend war der sehr starke Rückgang im Bereich Textilindustrie. In den beiden Städten hatte das Bauhauptgewerbe in der Zeit des Wiederaufbaus eine bedeutsame Rolle.

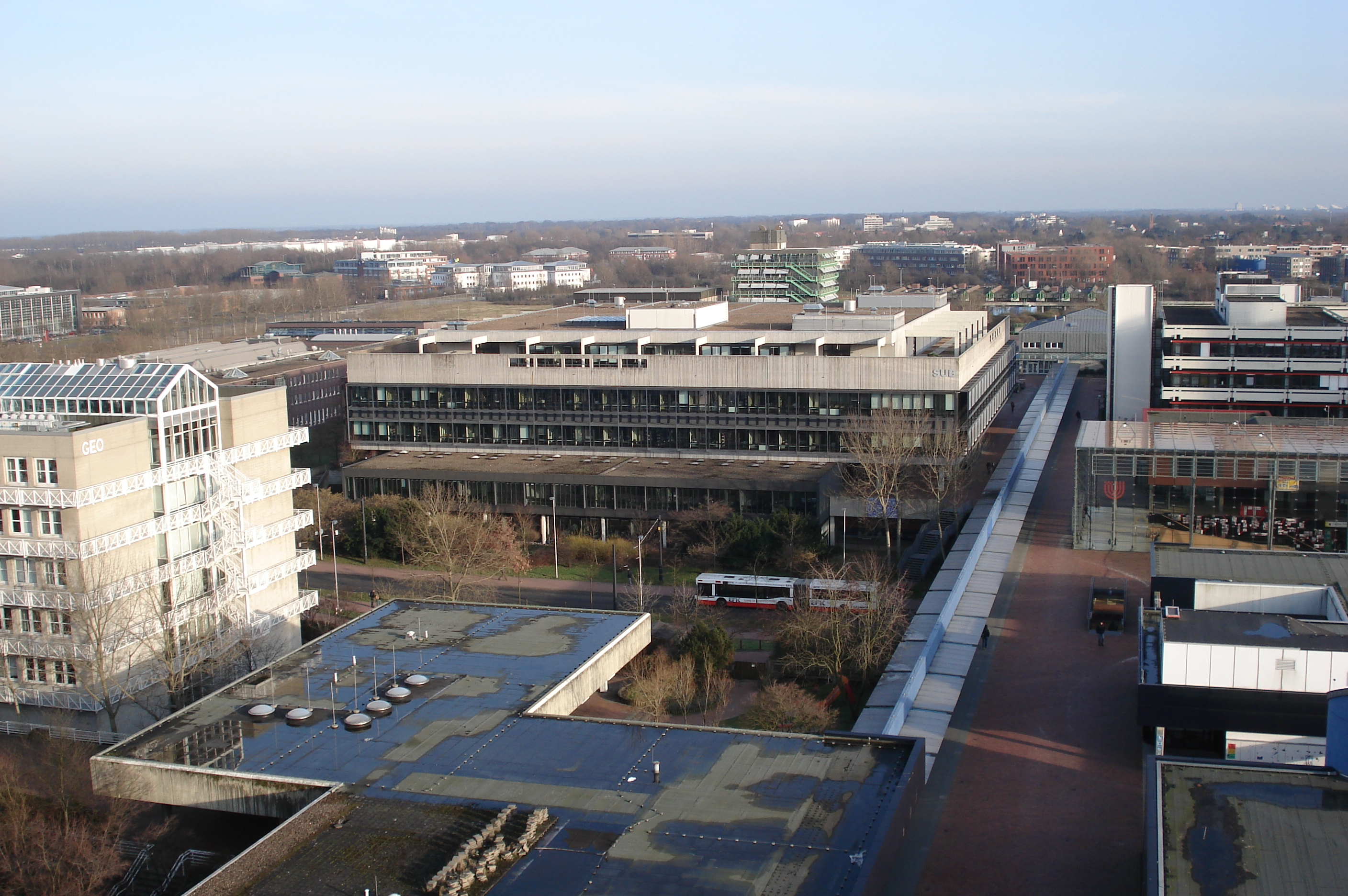
Uni Bremen

Mit dem Bau der Universität Bremen seit 1969 entwickelte sich auch ein Wirtschaftsbereich der Wissenschaften an der Uni und in dem benachbarten Technologiepark Bremen.
In der Windenergie waren ab den 1990er Jahren Bremerhavener Unternehmen aktiv.
Der Städtetourismus im Land Bremen hat seit den 1980/1990er Jahren eine beachtliche Bedeutung erhalten.
Die Arbeitslosenquote im Land Bremen war von 1950 bis 1980 ähnlich wie im Bundesgebiet. Nach dem relativen Bedeutungsverlust der hafenabhängigen Wirtschaft in den 1990er Jahren gab es im Land Bremen jedoch immer deutlich mehr Arbeitslose als im Bundesgebiet. Vor allem in Bremerhaven musste immer mehr eine hohe Arbeitslosigkeit hingenommen werden. Diese hohe Arbeitslosenquote führte zu einem Bevölkerungsrückgang.

### Einwohnerentwicklung und Wirtschaft

Bevölkerungsentwicklung Bremens von 1350 bis 2017

1350 hatte Bremen rund 20.000 Einwohner, 1748 waren es 28.000 Einwohner, 1875 wohnten 102.499 Bürger in der Stadt, 1911 bereits 250.000, Ende 1945 schon 366.427 Einwohner, 1956 waren es 507.952 Einwohner und 2010 schließlich 547.340 Einwohner.
1845 wohnten in Bremerhaven 3000 Bürger, 1900 waren es 20.315 Einwohner, 1945 im vereinigten Wesermünde 98.577 und 1974 wurde mit 144.529 Einwohnern der Höchststand erreicht. Danach nahm die Einwohnerzahl deutlich ab: 2010 waren es 113.366 Einwohner in Bremerhaven, ein Minus von rund 21 %.
Die langfristige Einwohnerentwicklung von Bremen und jene von Bremerhaven ließen mit Oldenburg, Wilhelmshaven und den Umlandgemeinden eine wirtschaftlich gestärkte Metropolregion Nordwest mit 2,72 Millionen Einwohnern entstehen.

## Wirtschaftsbereiche
Nach Angaben der Handelskammer Bremen gab es 2011 in Bremen 5544 Betriebe in der gewerblichen Wirtschaft, davon 145 Betriebe des Mittelstandes, der Rest Kleinbetriebe mit weniger als 50 Beschäftigte. 298 Betriebe bilden dabei aus und stellten 3407 Auszubildende ein.
2015 waren im Land Bremen 5311 Gewerbe angemeldet, weniger als im Vorjahr. Durchschnittlich beliefen sich die Gewerbe von 1996 bis 2015 auf 5892 Anmeldungen pro Jahr. Unterschiedlich waren die Entwicklungen in Bremerhaven und Bremen: In Bremerhaven stieg die Zahl der Gewerbeanmeldungen (+7,1 Prozent), in Bremen waren es weniger (−9,9 Prozent).

### Hafen- und Seewirtschaft

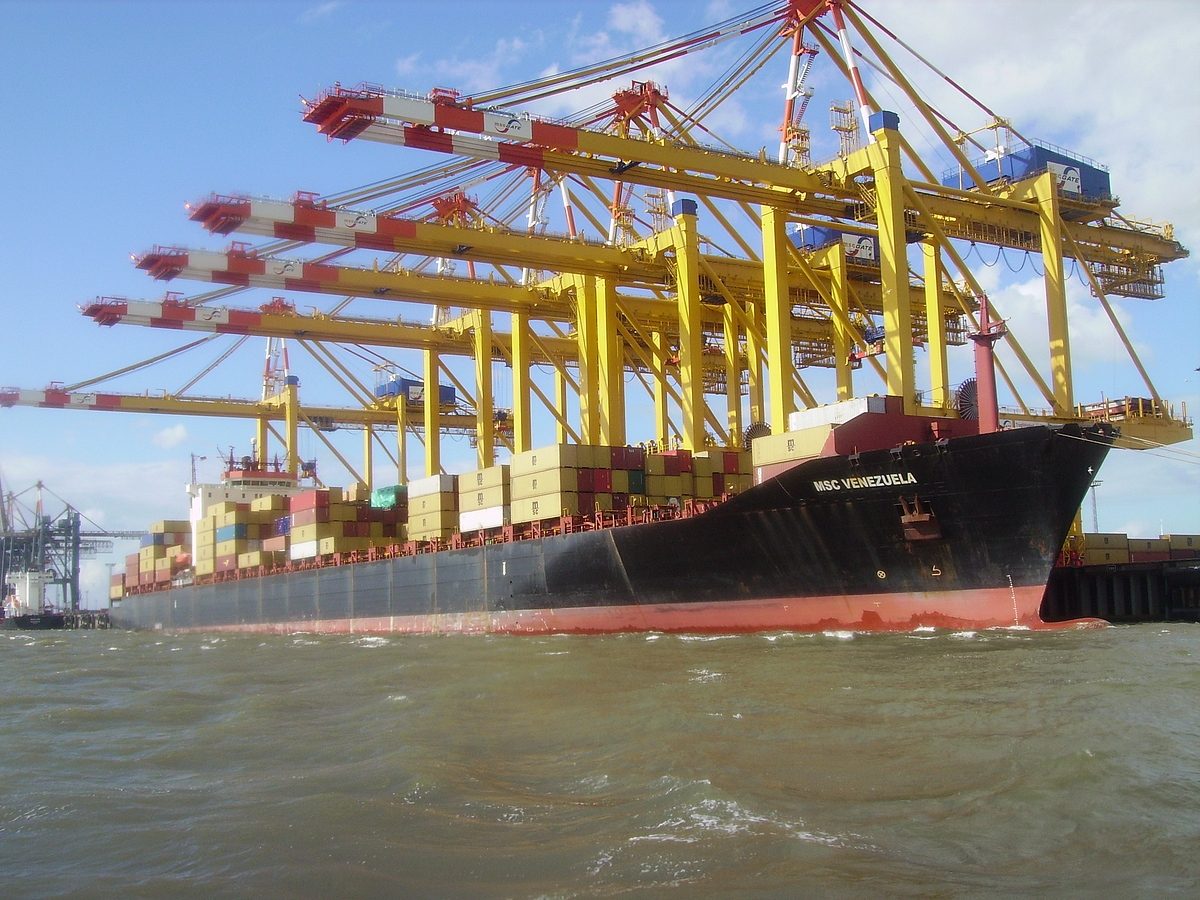
Containerschiff am Container-Terminal Bremerhaven

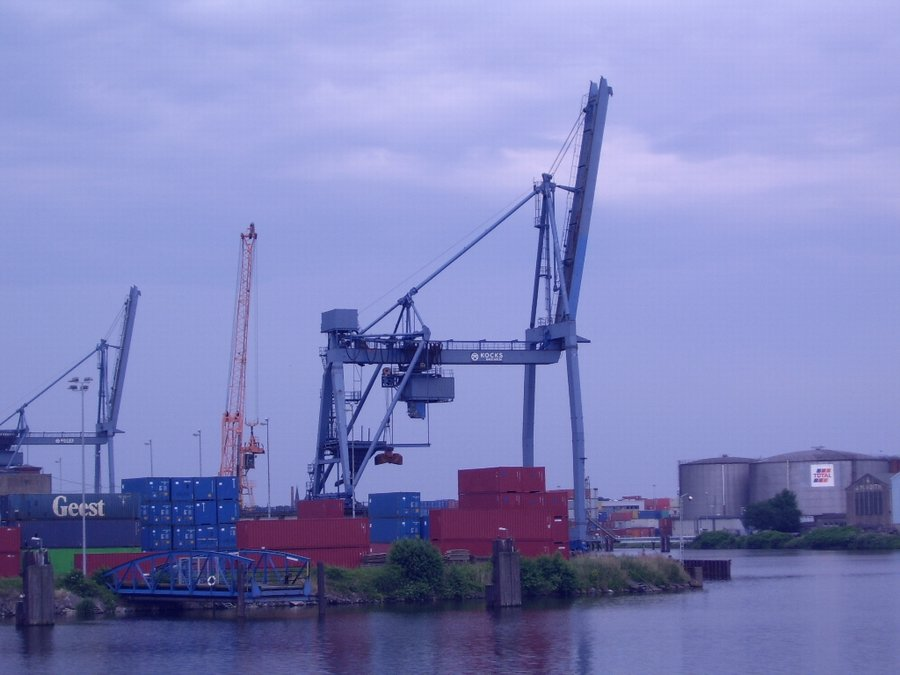
Kalihafen Bremen

Hinweis: Zu Angaben über die Einzelstandorte, den Seeverkehr, den Hafenumschlag, die Containerhäfen, den Passagierverkehr, den Kraftfahrzeug-Umschlag und die Binnenschifffahrt siehe bei den o.a. Hauptseiten, insbesondere bei Hafengruppe Bremen/Bremerhaven.
Die Schifffahrt hatte in Bremerhaven und Bremen eine prägende Bedeutung. Sie ist auch heute noch ein wichtiger Wirtschafts- und Arbeitsmarktfaktor. Die Bremischen Häfen in Bremen und Bremerhaven bilden den zweitgrößten deutschen Universalhafen. 2017 liefen 7328 Handelsschiffe die Häfen in Bremen und Bremerhaven an (Vorjahr: 7222).
2005 waren bundesweit 174.000 Arbeitsplätze von den Bremischen Häfen abhängig, davon 86.000 im Land Bremen. Die bremischen Häfen sicherten 2019 im Bundesland Bremen direkt 38.800 Arbeitsplätze.
2008 wurde in der Hafengruppe im Güterverkehr über See 74,5 Mio. Tonnen umgeschlagen, 2013 waren es 78,8 Mio. Tonnen. 2008 legten 9646 Schiffe mit insgesamt 200 Mio. BRZ an, davon 5276 Containerschiffe, 1627 Stückgutfrachtschiffe, 1050 Ro-Ro-Schiffe/Fährschiffe, 570 Fahrzeugtransportschiff, 482 Schüttgutfrachter, 350 Tanker, 78 Passagierschiffe und 213 sonstige Schiffe. Der Containerumschlag hat einen Anteil von rund 75 %.
Bremerhaven kann tiedeunabhängig bei einem Tiefgang von 12,8 m (nach Ausbau 13,8 m) von großen Containerschiffen erreicht werden.
Der Schwerpunkt des wachsenden Umschlaggeschehens liegt in Bremerhaven. Der südlichste deutsche Seehafen Bremen konzentriert sich auf wertschöpfungsintensive Tätigkeiten.
Bremens wichtigste Handelspartner sind die USA, die VR China, Norwegen, Russland, Schweden, Niederlande, Polen, Finnland, Großbritannien, Lettland, Kanada, Italien, Vereinigte Arabische Emirate, Hongkong, Indien und Singapur. Knapp die Hälfte des Warenumschlags finden zu Staaten in Europa statt.
In den Häfen wurden im Jahr 2021 69.696.000 Tonnen seeseitig umgeschlagen, davon 9.697.000 Tonnen als Massengut, 8.360.000 Tonnen als Stückgut und 51.639.000 Tonnen als Stückgut in 5.019.000 Containern sowie 1.718.000 Fahrzeuge.
In Bremerhaven
wurden 2021 seeseitig 56.839.000 Tonnen umgeschlagen. Es sind angesiedelt
- das Container-Terminal Bremerhaven, einer der größten Containerhäfen der Welt mit rund 5 km Kajenlänge für 14 Liegeplätze und 2013 mit rund 5,8 Mio. umgeschlagenen Container (5,45 Mio. TEU)
- die Columbuskaje mit dem Kreuzfahrt-Terminal Bremerhaven (2017 rund 165.000 Passagiere),
- die Dockhäfen mit den Kaiserhäfen, dem Autoumschlaghafen mit um die 2,3 Mio. Fahrzeugen (2017) und den Werften Lloyd Werft Bremerhaven und MWB Motorenwerke Bremerhaven,
- der Fischereihafen

In Bremen wurden 2020/21 rund 12,85 Mio. Tonnen Seegüter umgeschlagen in den Häfen
- rechts der Weser:
  - der durch die Schleuse Oslebshausen tidefreie Industriehafen bestehend aus Ölhafen, Hüttenhafen, Kohlenhafen (Kraftwerk Hafen), Kalihafen, Hafen A (Hafenkanal), Hafen E und Hafen F
  - in der Überseestadt der Holz- und Fabrikenhafen, der Europahafen (nur noch Freizeithafen) und der Getreidehafen
  - in Farge der Hafen für das Kraftwerk Farge
- links der Weser:
  - der Neustädter Hafen mit dem Containerterminal (nahe dem Güterverkehrszentrum)
  - der kleine Hohentorshafen

Um auch immer größer werdende Schiffe abfertigen zu können, beteiligt sich das Land Bremen zusammen mit dem Land Niedersachsen am JadeWeserPort in Wilhelmshaven, einem Hafen auch für sehr große Containerschiffe.
Darüber hinaus gibt es in Bremerhaven und Bremen verschiedene kleinere Hafenanlagen als Tankerhafen, Museumshafen sowie Yacht- und Schlepperhäfen.
Die Maritime Woche an der Weser ist eine siebentägige, jährlich stattfindende Veranstaltung in Bremen mit dem Ziel über die maritime Wirtschaft, Wissenschaft und Freizeitmöglichkeiten zu informieren.

#### Binnenschifffahrt
Die Hafengruppe Bremen/Bremerhaven hatte in der Binnenschifffahrt 2012 einen Güterumschlag von 6,4 Mio. Tonnen (davon 4,8 Mio. Tonnen in Bremen), die von 6 bis 7 Tausend Binnenschiffen transportiert werden. Der Standort ist einer der größten Binnenhäfen in Deutschland (Rang 7). Bedingt durch die vielen einzelnen Häfen/Liegeplätze ist dieser Verkehr sehr dezentral.

#### Hafenbetrieb
Der Hafenbetrieb wurde bis 2002 durch das Hansestadt Bremische Amt und nach der Privatisierung durch die Hafenmanagementgesellschaft Bremenports organisiert. Die Gesellschaft mit Sitz in Bremerhaven hat 400 Beschäftigte.
Die Umschlagsbereiche werden betrieben von
- der Gruppe BLG Logistics Group von 1877 und Eurokai
- der Gruppe Eurogate mit dem MSC-Gate
- der Gruppe Eurogate und Maersk-Line mit dem North Sea Terminal Bremerhaven (NTB)

### Industrie

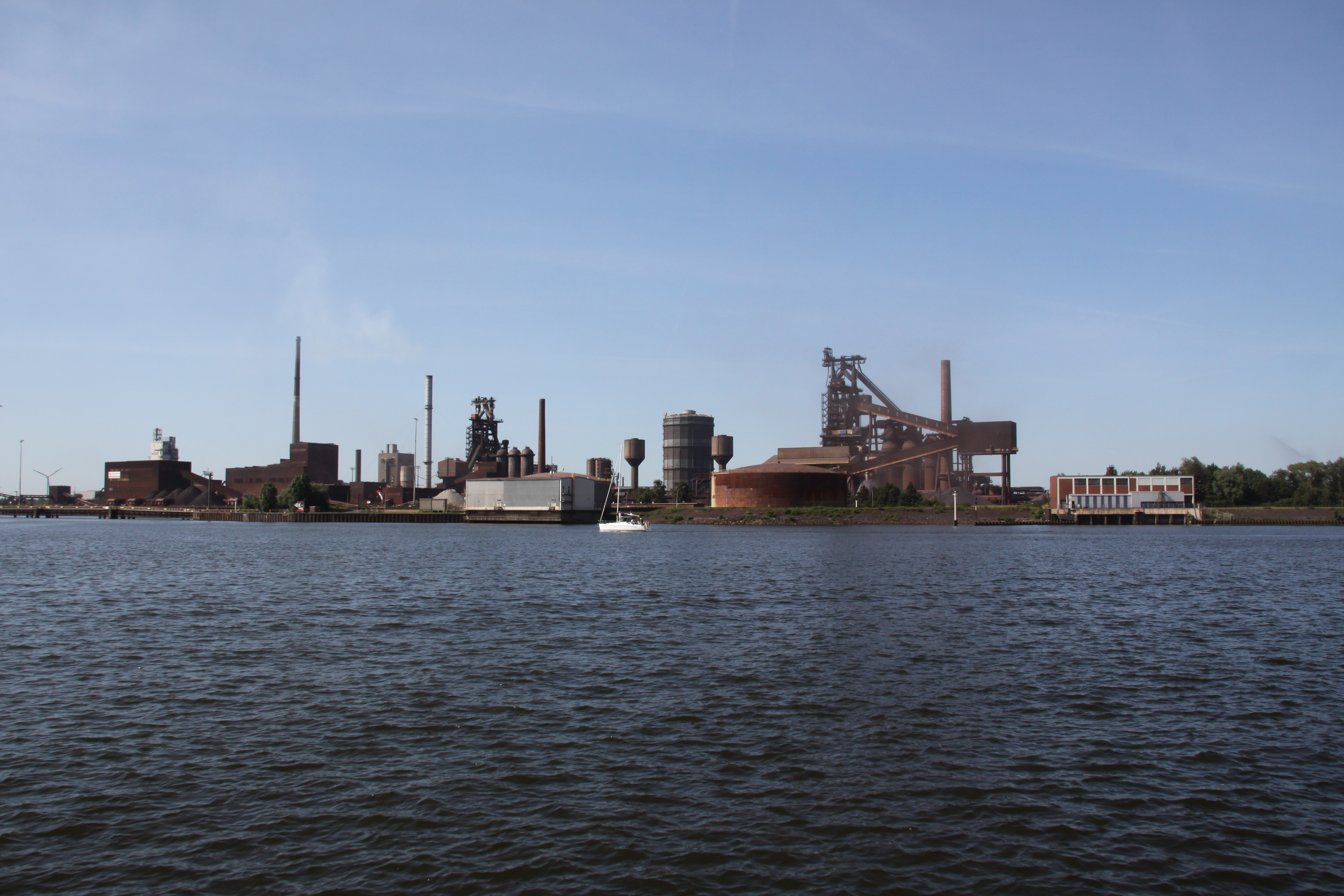
Stahlwerk Bremen

Die Industrie im Land Bremen beschäftigte 1950 rund 60.000 Kräfte. Bis 1960, dem Jahr mit den meisten Beschäftigten in diesem Bereich, steigerte sich die Beschäftigungszahl um 80 %; deutlich mehr als im Bundesdurchschnitt. Danach nahm die Beschäftigungszahl kontinuierlich leicht ab. Nach der Wiedervereinigung kamen kurzfristig von 1989 bis 1991 rund 7000 Stellen wieder hinzu. Bis 2006 musste eine besonders starke Stellenreduzierung verzeichnet werden.
Zu den größten industriellen Unternehmen zählten und zählen in Bremen bis 1961 Borgward, seit den 1980er Jahren die Mercedes-Benz Werk Bremen, seit 1957 die Stahlwerke Bremen, bis 1983 die Großwerft AG Weser und bis 1998 der Bremer Vulkan sowie in Bremerhaven die früheren Werftbetriebe Rickmers und Seebeck. Heute bestehen noch die 2022 von einem Konsortium aus der Heinrich Rönner Gruppe und der Zech Group übernommene Lloyd Werft Bremerhaven der mittelständischen Reparaturbetriebe Bredo Dry Docks (der auf den Zusammenschluss der MWB Motorenwerke Bremerhaven, der Rickmers-Lloyd-Dockbetriebe sowie der Bredo Dockgesellschaft zurückgeht) sowie die ebenfalls im Schiffbau aktive Stahlbau Nord GmbH. Prägend für die Schiffbaubranche in Bremerhaven war jahrzehntelang die Petram-Gruppe, die ihre Schiffbauaktivitäten 2019 an den langjährigen Geschäftspartner Heinrich Rönner Gruppe verkaufte. Neue Industrieunternehmen wie die für Elektrotechnik und Elektronik (Atlas Elektronik, Lloyd Dynamowerke), Luft- und Raumfahrttechnik (Astrium Bremen, Airbus Bremen, OHB), Mess-, Steuerungs- und Regelungstechnik (Flowserve), Windtechnik (ForWind, Energiekontor, Energiequelle GmbH) und Bereiche der Wasser- und Hafenwirtschaft (Kocks Krane) entstanden oder bauten ihre Stellung aus.
Im deutschen Vergleich ist Bremen (2014) der fünftgrößte Industriestandort, nach Hamburg, Wolfsburg, München und Köln aber vor Berlin. Der Industrieumsatz ist in Bremen von 2011 bis 2012 um rund 1,4 Mrd. auf fast 23,6 Mrd. Euro/Anno gestiegen. Die Industrie hat in Bremen einen Anteil von 27 % der Bruttowertschöpfung sowie die höchste Exportquote von 55,1 % (Niedersachsen: 44 %, Hamburg: 24 %).
2016 stiegen die Umsätze der Industriebetriebe im Land Bremen um 3,2 Mrd. Euro (+13,6 %) gegenüber 2015. Es wurden rund 27 Mrd Euro umgesetzt. Der Umsatz im Fahrzeugbau (Straße, Luft und zu Wasser) stieg dabei um 25,0 % auf 18,4 Mrd. Euro (2006: 9 Mrd. Euro). Die Exportquote lag bei 62,5 %.
Die Tabelle der Beschäftigten zeigt bei den einzelnen Bereichen,
- dass die Glanzzeiten im Schiffbau nach 1980 vorbei sind und nach dem Konkurs vom Vulkan Bremen nach 1998 keine größere Bedeutung mehr hat,
- dass im Fahrzeugbau die Beschäftigungszahl deutlich niedriger war, durch den Konkurs von Borgward,
- den Aufschwung im Fahrzeugbau durch die Ansiedlung der Mercedes-Benz Werk Bremen,
- dass in der Ernährungsindustrie durch Rationalisierungen die Beschäftigungszahlen kontinuierlich sank.

| Jahr | Beschäftigte im Land Bremen | Beschäftigte im Land Bremen | Grundstoffe und Güter | Schiffbau | Fahrzeuge | Ernährung, Tabak | Maschinen- bau | Beschäftigte in Deutschland | Beschäftigte in Deutschland |
| ---- | --------------------------- | --------------------------- | --------------------- | --------- | --------- | ---------------- | -------------- | --------------------------- | --------------------------- |
|      | Anzahl                      | +/- in %                    | Anzahl                | Anzahl    | Anzahl    | Anzahl           | Anzahl         | Anzahl                      | +/- in %                    |
| 1950 | 59.445                      |                             | 5.568                 | 9.412     | 8.960     | 9.358            | 6.199          | 4,8 Mio.                    |                             |
| 1960 | 107.289                     | + 80 %                      | 10.799                | 16.322    | 21.253    | 17.064           | 11.430         | 8,1 Mio.                    | + 69 %                      |
| 1970 | 101.557                     | - 5,3 %                     | 10.651                | 15.752    | 9.598     | 22.906           | 12.853         | 8,6 Mio.                    | + 6,0 %                     |
| 1980 | 89.564                      | - 11,8 %                    | 9.954                 | 14.157    | 13.606    | 20.230           | 7.405          | 7,7 Mio.                    | - 10,5 %                    |
| 1990 | 82.380                      | - 8,0 %                     | 8.737                 | 6.989     | 22.740    | 14.157           | 6.970          | 7,4 Mio.                    | - 3,8 %                     |
| 2000 | 64.801                      | - 21,3 %                    | ?                     | 1.766     | 22.616    | 11.401           | 5.352          | 6,4 Mio.                    | - 13,5 %                    |
| 2006 | 55.753                      | - 13,9 %                    | ?                     | 1.581     | 19.999    | 9.291            | 7.682          | 5,9 Mio.                    | - 7,8 %                     |
| 2016 | 48.082                      |                             | ?                     | ?         | ?         | ?                | ?              | ? Mio.                      | - ? %                       |

#### Werften

##### Bremen

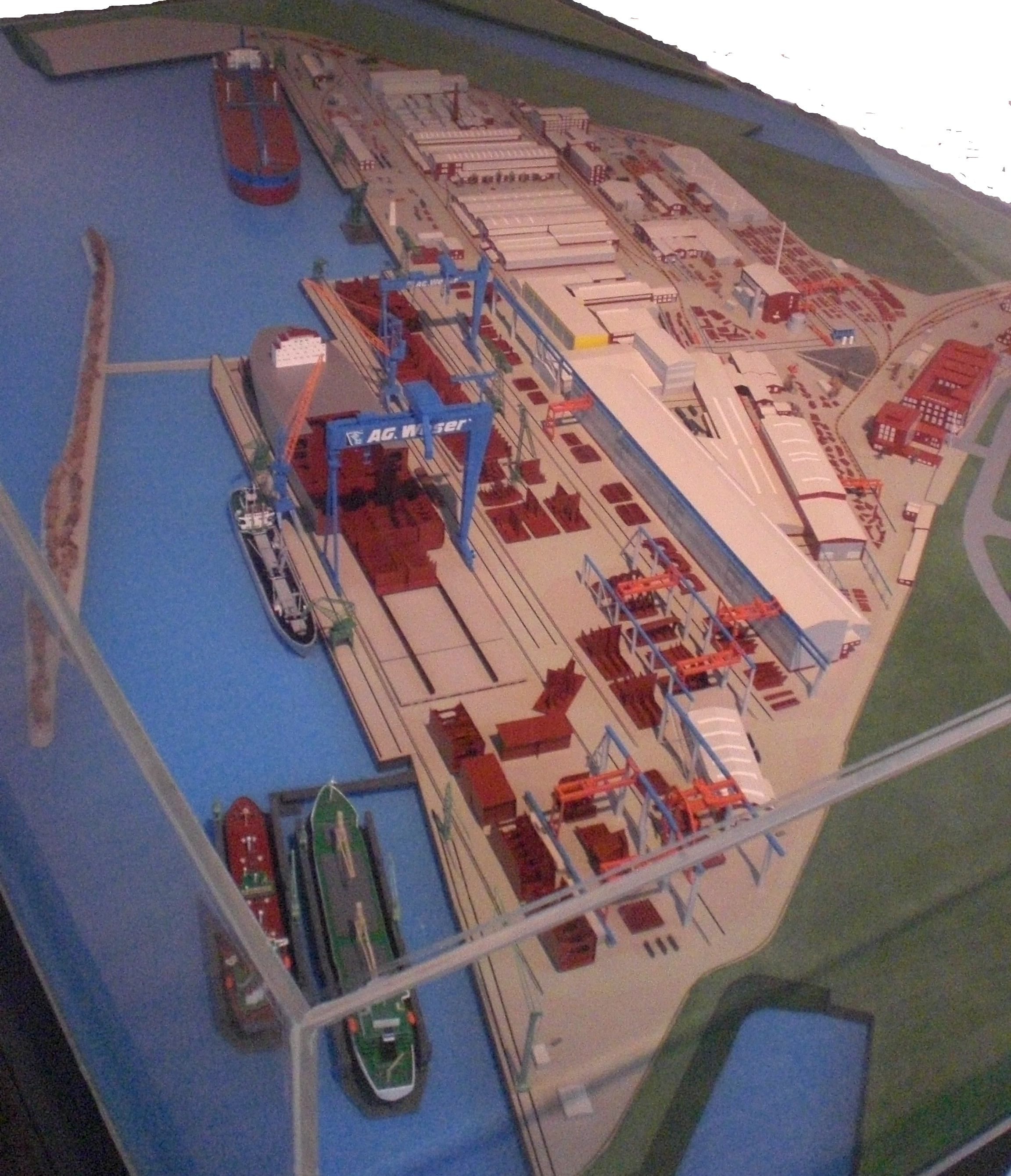
AG Weser im Modell

Die Bremer Werftenwirtschaft hat nach den 1980er Jahren durch die weltweiten Werftenkrisen einen dramatischen Niedergang hinnehmen müssen.
Die Großwerften AG Weser und der Bremer Vulkan mussten 1983 bzw. 1997 schließen. Weitere Werften wie die Adler Werft (bis 1964) und die Burmester Werft (bis 1979) verschwanden. Die Lürssen-Gruppe mit ihren operativen Töchtern Fr. Lürssen (Yachtbau) und NVL ist eine der größten deutschen Werftengruppe; zudem existiert noch die Rolandwerft.

##### Bremerhaven

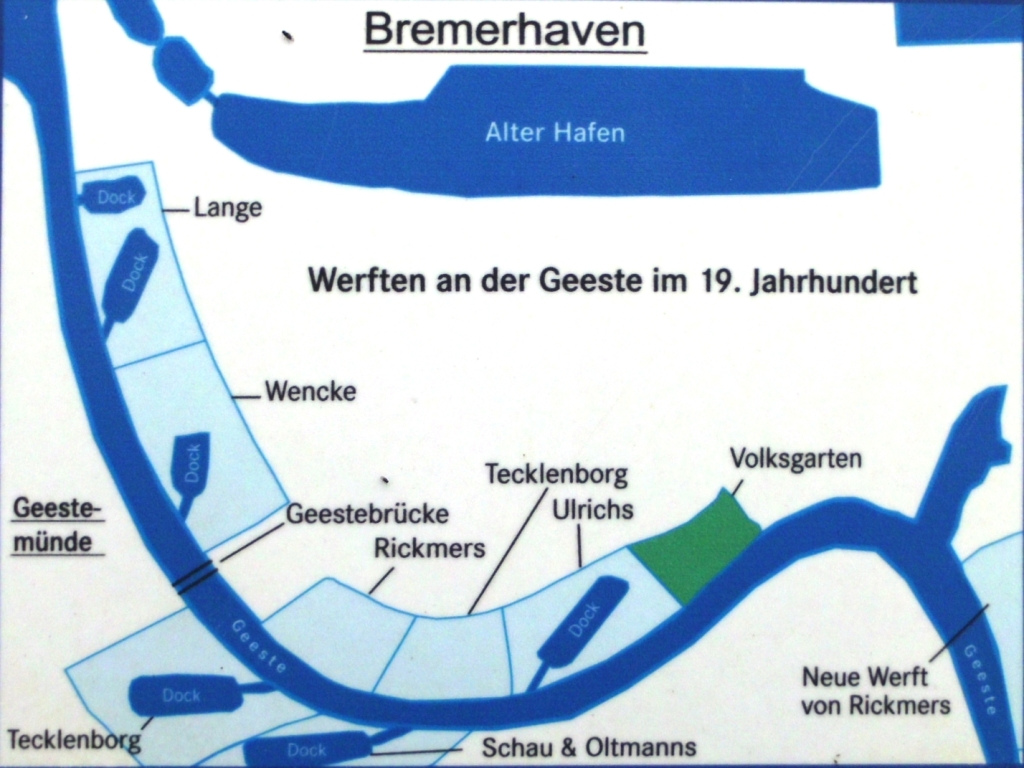
Werften um 1900 in Bremerhaven an der Geeste

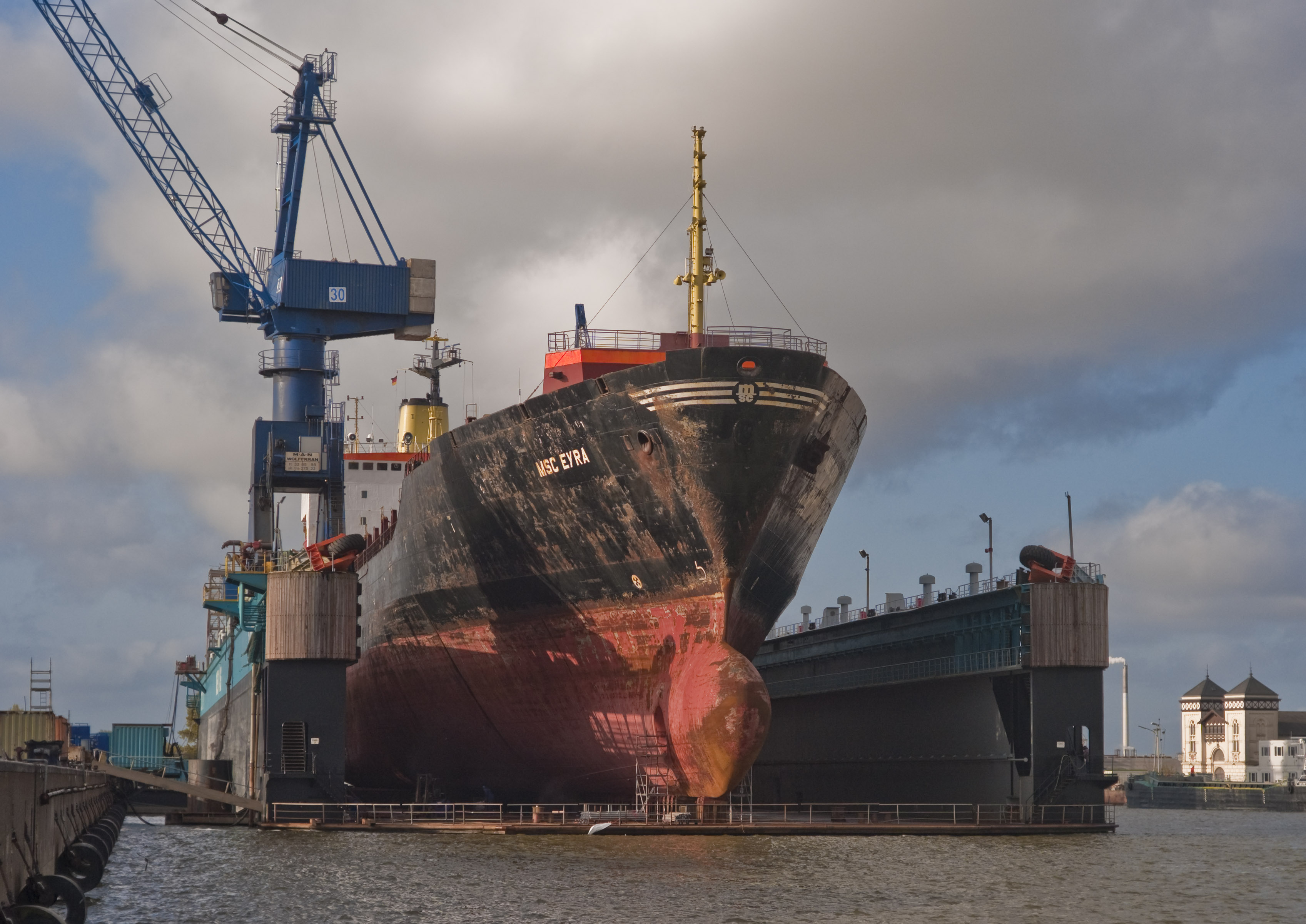
Schwimmdock in Bremerhaven

Viele der traditionsreichen Werftbetriebe in Bremerhaven wie Tecklenborg, Rickmers Reederei, Seebeck, Schichau und Sieghold-Werft schlossen im Laufe der weltweiten Werftenkrise. Die bestehenden Betriebe mussten ihre Belegschaft aufgrund der fehlenden Aufträge stark verringern. Bremerhaven bleibt mit den zur Heinrich Rönner Gruppe gehörenden Werftbetrieben der Lloyd Werft Bremerhaven und der Bredo Dry Docks GmbH (entstanden aus den früheren Reparaturwerfen Bredo, Rickmers-Lloyd und MWB Motorenwerke Bremerhaven) ein wichtiger Standort für das Schiffsreparaturgeschäft. Schiffsneubau in kleinerem Ausmaß wird auch bei verschiedenen weiteren in Bremerhaven ansässigen Unternehmen der Rönner-Gruppe betrieben.
Geringere Wertschöpfung erreicht nach dem Niedergang des Neubaugeschäfts die Zulieferindustrie für Werftbetriebe im Reparaturgeschäft.

#### Automobilwirtschaft

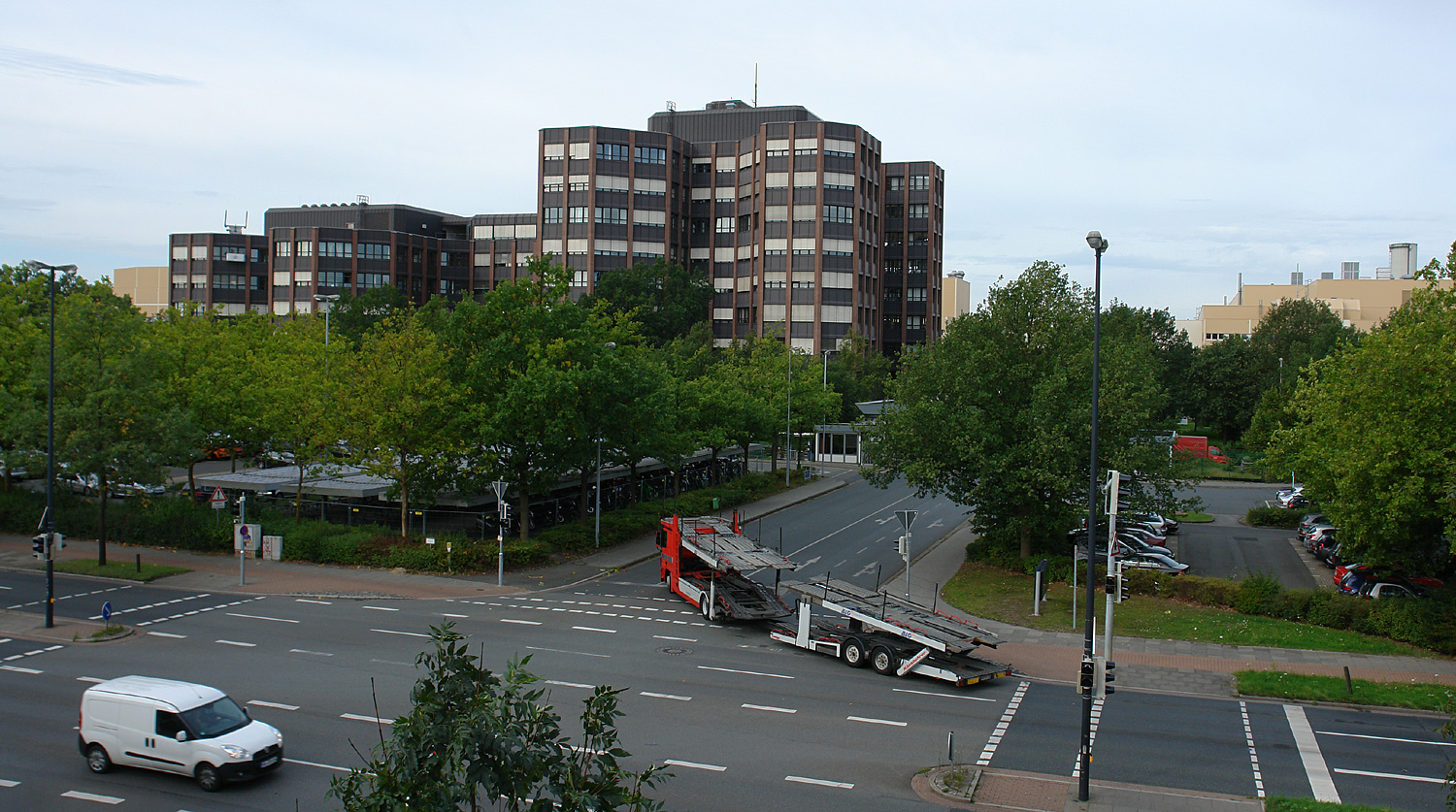
Mercedes-Benz-Werk, Hermann-Koenen-Straße

Größter privater Arbeitgeber der Hansestadt ist mit rund 12.500 Mitarbeitern das zum Geschäftsfeld Mercedes-Benz Cars der Daimler AG gehörende Mercedes-Benz Werk Bremen. Dort werden Fahrzeuge der C-Klasse, die Coupés und Cabriolets der E-Klasse sowie Modelle der GLK-, SLK- und SL-Klasse gefertigt. Im Jahr 2014 verließen rund 338.500 Fahrzeuge das Werk in Bremen-Sebaldsbrück.
Von 1924 bis 1961 produzierten die von Carl F. W. Borgward gegründeten Unternehmen in Bremen Fahrzeuge der Marken Borgward, Goliath, Hansa und Lloyd. Das 1938 gebaute neue Borgward-Stammwerk Sebaldsbrück wurde nach dem Borgward-Konkurs von der Hanomag übernommen. Nach der Übernahme von Hanomag-Henschel durch Daimler-Benz wurde das ehemalige Borgward-Werk ab 1979 unter der Leitung von Wolfgang Schreck für die Produktion des neuen Mercedes-Benz 190 zum heute nach Sindelfingen zweitgrößten Pkw-Werk des Daimler-Konzerns ausgebaut.

#### Stahl

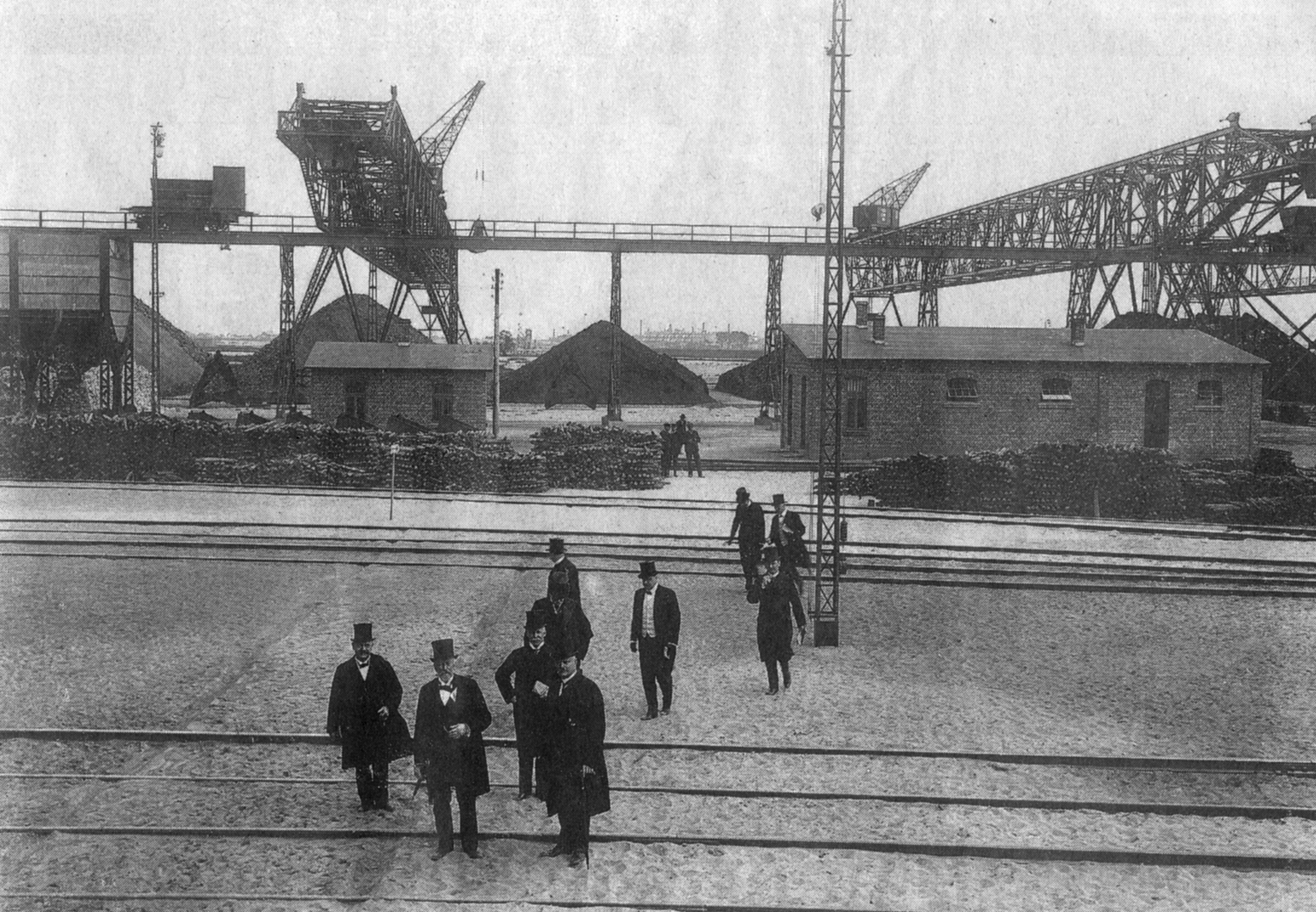
Norddeutsche Hütte

Von 1908 bis 1911 wurde die Norddeutsche Hütte in Bremen-Gröpelingen aufgebaut. Erster Aufsichtsratsvorsitzender und Mitgründer war NDL-Generaldirektor Heinrich Wiegand. Die Hütte mit einem angegliederten Zementwerk bestand bis 1945.
1954 begannen am gleichen Standort die Klöckner-Werke mit dem Aufbau eines Stahlwerkes, das 1957 die Produktion der Stahlerzeugung aufnahm. 1985 wurde das Blockwalzwerk I an die Reiner Brach GmbH & Co. KG verkauft, nachdem es zwei Jahre zuvor mit Aufgabe der Blockgusslinie stillgelegt wurde. Seit 1994 gehörte der Rest des Hüttenwerks zum Arbed-Konzern, seit 2002 fusioniert in der Arcelor-Gruppe und seit 2007 bei ArcelorMittal. Im Werk ArcelorMittal Bremen sind ca. 3100 Mitarbeiter beschäftigt, die bis zu 4 Mio. Tonnen Rohstahl produzieren können.

#### Luft-, Raumfahrtindustrie und Luftverkehr

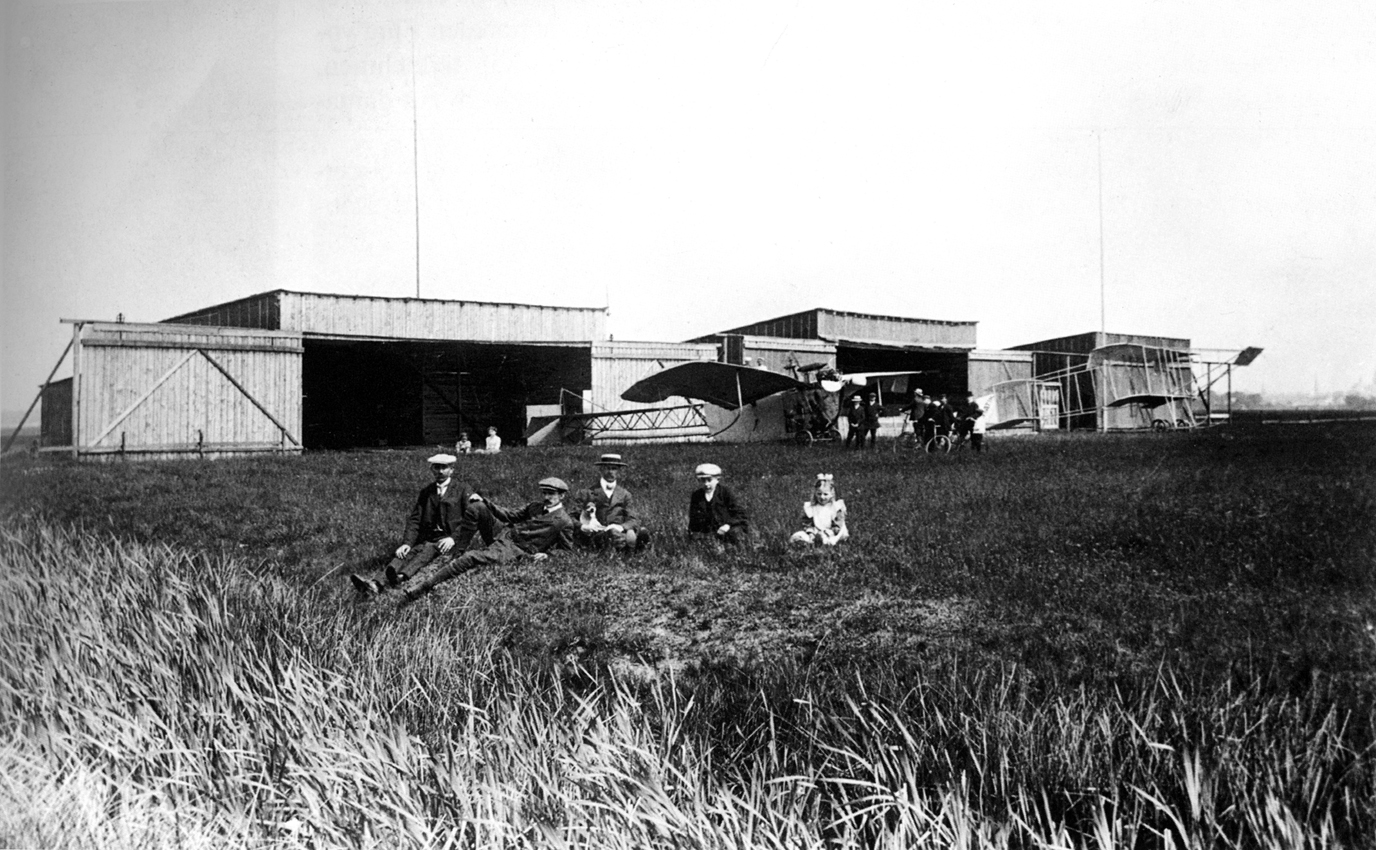
Erste Flugzeuge auf dem Neuenlander Feld um 1910

In der Neustadt befindet sich der internationale Flughafen Bremen (IATA-Flughafencode: BRE). Der Luftverkehrsstandort besteht seit 1909. Den ersten Linienflug ab Bremen startete 1920 dort die niederländische KLM. Die Bremer Tradition in der Luft- und Raumfahrttechnik geht auf die Gründung der Bremer Flugzeugbau AG im Jahr 1923 zurück, aus der sich später das Unternehmen Focke-Wulf entwickelte. Dieses fusionierte 1961 mit dem Weser-Flugzeugbau zu den VFW (ab 1981 Teil von Messerschmitt-Bölkow-Blohm (MBB)). Die VFW-Raumfahrtsparte wurde 1964 in die Bremer ERNO (Entwicklungsring Nord) ausgegliedert und 1982 zu MBB-ERNO. Das heutige Airbus-Werk ging aus dem Bereich Flugzeugbau des ehemaligen Luft- und Raumfahrtkonzerns DASA (ab 2000 EADS, seit 2014 Airbus Group) hervor. Astrium Bremen gehört seit 2014 zu Airbus Defence and Space. Die zivilen und militärischen Raumfahrtaktivitäten der früheren EADS wurden bereits 2006 in Astrium zusammengefasst. Im Technologiepark an der Universität ist der Sitz des Raumfahrtunternehmens OHB sowie weiterer Forschungseinrichtungen wie dem Zentrum für angewandte Raumfahrttechnologie und Mikrogravitation (ZARM).
Um das Flughafen-Terminalgebäude entwickelte sich seit 1995 ein Airport-Center mit zahlreichen Niederlassungen von teilweise internationalen Unternehmen.

### Energiewirtschaft

#### Windenergie

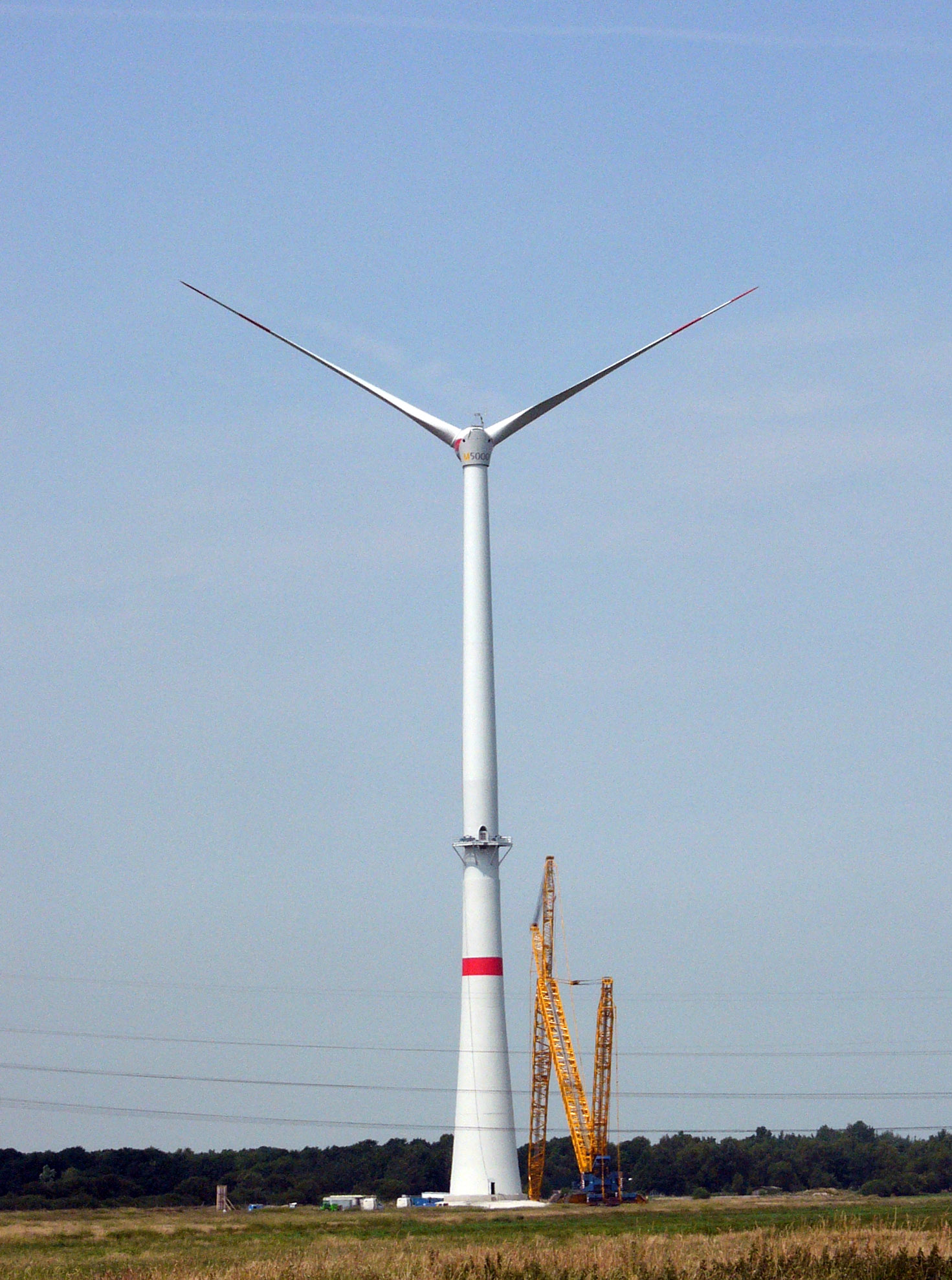
Windkraftanlage bei Bremerhaven

Bremerhaven ist ein Standort der Offshore-Windenergie-Aktivitäten in Deutschland. Der Anteil des Maschinenbaus wuchs in den letzten Jahren aufgrund der Vorbereitungen für die Produktion von Windenergieanlagen für Offshore-Windparks. In Bremerhaven, vor allem im Bereich Fischereihafen und zukünftig im Luneort, befinden und entwickeln sich Unternehmen der Windenergie-Industrie und ihrer Zulieferer mit Herstellern wie WeserWind (Bremerhaven), Areva (Frankreich) und Senvion (ex. Repower, Hamburg). Ein neues Terminal für Offshore-Windenergieanlagen-Verladung soll ab 2015 im Blexer Bogen vor der Luneplate gebaut werden.
Führende Forschungseinrichtungen wie das Fraunhofer-Institut für Windenergie und Energiesystemtechnik (IWES) und windenergiespezifische Studiengänge an der Hochschule Bremerhaven begleiten die Zukunftsaufgabe Windenergie.
Bremen: Ende 2018 gab es in Bremen 89 Windenergieanlagen mit einer Gesamtleistung von knapp 200 MW. Die jährliche Stromerzeugung von 460.000 Megawattstunden (MWh) in der Stadt Bremen entspricht rechnerisch dem Bedarf von 184.000 privaten Haushalten.

#### Wärmekraftwerke

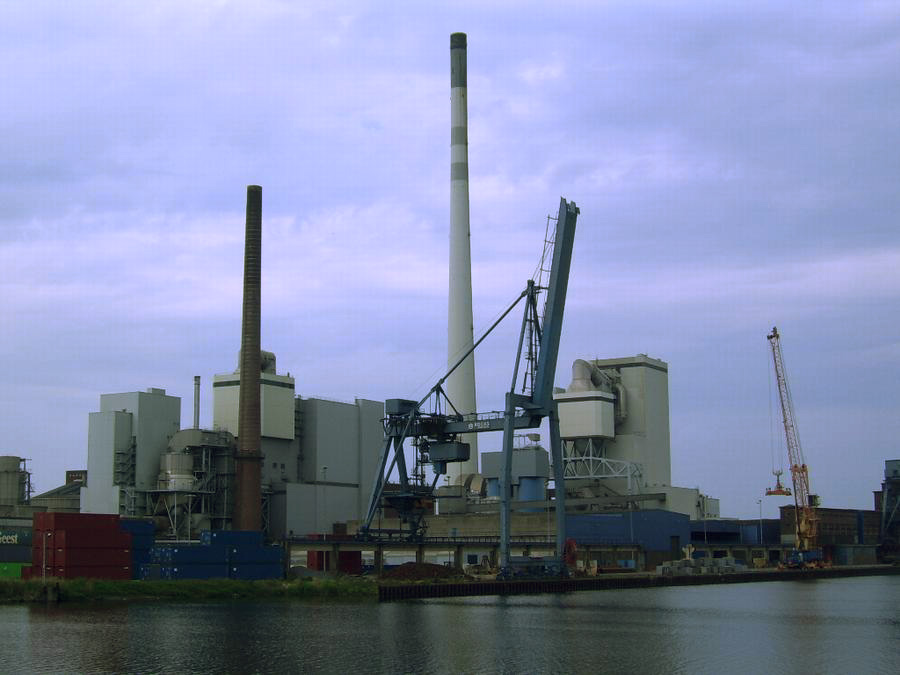
Kraftwerk Hafen

In der Stadt Bremen bestehen als größere Kraftwerke:
- Kraftwerk Bremen-Hafen der swb AG mit 445 MW elektr. und 112 MW therm. Leistung
- Kraftwerk Bremen-Hastedt der swb mit 267 MW elektr. und 283 MW therm. Leistung
- Kraftwerk Farge der GDF SUEZ mit 350 MW elektr. Leistung
- Kraftwerk Mittelsbüren der swb mit 348 MW elektr. Leistung
- Gemeinschaftskraftwerk Bremen (in Bau) mit 444,5 MW Leistung
- Müllheizkraftwerk Bremen der swb mit 50 MW elektr. und 221 MW therm. Leistung

In Bremerhaven gibt es das Müllheizkraftwerk an der Autobahn A 27, das aus der Verbrennung von 285.000 Mg Abfall jährlich bis zu 100.000 MWh Strom und rund 300.000 MWh Fernwärme gewinnt. Es hatte im Jahre 2011 eine maximale Netto-Wärme-Nennleistung von 60 MW.
Der Zuwachs an Kraftwerkskapazitäten soll auch durch geplante verlängerte Laufzeiten des Steinkohlekraftwerks Bremen-Hafen Block 6 bis 2035, des Kraftwerks Farge bis 2024 sowie das geplante Neubau eines Gas- und Dampfturbinen-Kraftwerks in Bremen-Mittelsbüren mit einer Leistung von 450 MW bis voraussichtliche 2013 bewirkt werden.
Das größte Energieversorgungsunternehmen im Land Bremen ist die swb AG in Bremen mit 2470 Beschäftigten, die Vertrieb und Netze in Bremen und Bremerhaven unterhält.

#### Wasserkraft
Wegen der geographischen Lage ist die Wasserkraftnutzung in Bremen nur eingeschränkt möglich. Im Zusammenhang mit der Weserkorrektion gibt es seit über 100 Jahren in Bremen-Hastedt eine Stauanlage, an der aufgrund der Wasserstandsverhältnisse elektrischer Strom erzeugt werden kann. Das neue Weserkraftwerk Bremen, ein Gemeinschaftsprojekt von Enercon und der swb wurde im Winterhalbjahr 2011/2012 mit 10 MW elektrischer Leistung in Betrieb genommen.

#### Unternehmen
Diersch & Schröder wurde 1920 gegründet und ist ein weltweit tätiges Energie- und Chemieunternehmen mit über 10000 Mitarbeitern und 5 Mrd. Euro Umsatz.

### Ernährungswirtschaft
Die Ernährungswirtschaft ist mit 3,3 Mrd. Euro Jahresumsatz (2010) der zweitgrößte Industriezweig in Bremen. Die größeren Unternehmen dieser Branche haben sich 2011 im Land Bremen zu dem Verein Nahrungs- und Genussmittelindustrie (NaGeB) zusammengeschlossen.

#### Bremen
Brauereien

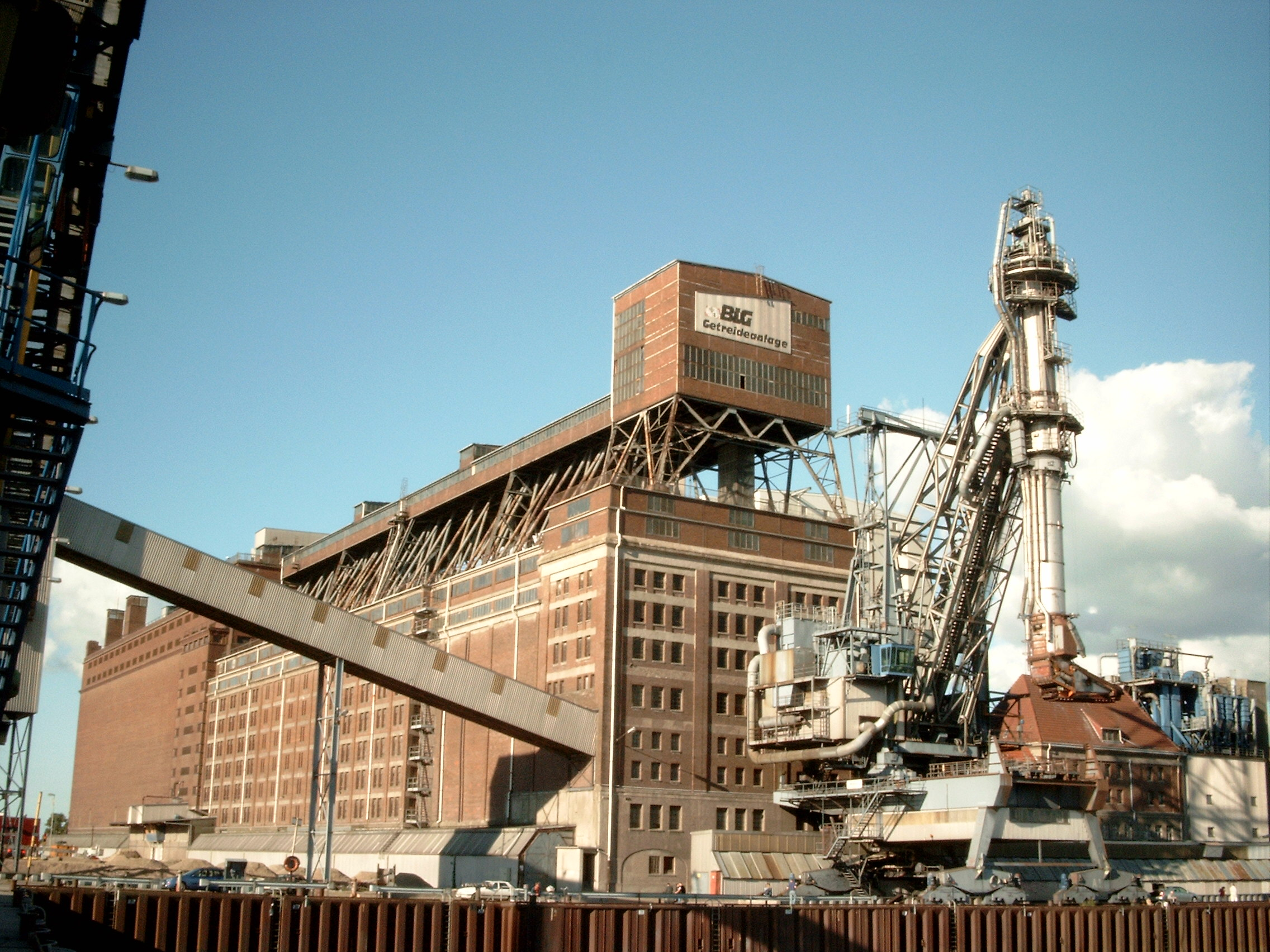
Getreideverkehrsanlage Bremen

In Bremen gab es noch im 19./20. Jahrhundert eine Reihe größerer Brauereien wie die Dreßler-Brauerei (1870–um 1930), Hemelinger Actien Brauerei (1876–1921) oder die St. Pauli-Brauerei (1857–1918). Aktuell besteht in Bremen die Großbrauererei Beck’s.
Röstereien
Kaffeeröstereien haben in Bremen Tradition. Die Roselius-Familie führten im 19. Jahrhundert eine Rösterei, die später die Marke Kaffee Hag lieferte, Carl Ronning gründete 1894 seine Rösterei und durch Eduard Schopf entstand um 1924 die Marke Eduscho.
Tabakindustrie
Im 19./20. Jahrhundert war der Tabakhandel in Bremen ausgeprägt. Die Tabakindustrie ist bis auf die Martin Brinkmann AG jedoch weitgehend abgewandert.

##### Unternehmen
Die Großbrauererei Beck’s in der Neustadt, ist seit 2002 Tochterunternehmen der belgischen Interbrew-Gruppe (InBev) und stellt neben Beck'sBier auch die Marken Haake-Beck und Hemelinger Spezial her. Beck’s beschäftigte 2010 ca. 1500 Mitarbeiter in Bremen und verkauft weltweit um 8 Mio. Hektoliter Bier.
Die Vitakraft-Werke von 1837 und seit 1867 in Bremen-Hemelingen stellt Produkte für den Heimtierbedarf her und hat weltweit rund 2000 und in Bremen 1400 Beschäftigte (2009).
Die Mondelēz Bremen mit Hauptsitz in der Bremer Neustadt, ist ein Tochterunternehmen der Mondelēz International (früher Kraft Foods) (USA) und mit 1300 Beschäftigten die deutsche Zentrale des Unternehmens. Die Herstellung von löslichem Kaffee (u. a. Jacobs Krönung, Maxwell und Kaffee Hag) erfolgt in Hemelingen, die Entkoffeinierung im Bremer Holzhafen.
Die Getreideverkehrsanlage Bremen von 1897 bzw. 1916 und teilweise als Nachkriegsneubau, war um 1919 die größte Anlage in Europas. Sie wurde bis 1999 von der Bremer Lagehausgesellschaft (BLG) betrieben.
Die Rolandmühle ist als Roland Mehl ein wichtiges privates Produktionsunternehmen der bremischen Hafenwirtschaft. Mit 100 Beschäftigten werden jährlich 350.000 Tonnen Getreide zu Mehlprodukten verarbeitet.
Die Kellogg Deutschland GmbH hat seit 1963 ihren Sitz in Bremen und stellt in der Überseestadt mit rund 500 Beschäftigten (2009) Getreideprodukte und Cerealien her mit einem Umsatz von 350 Mio. Euro.
Die Rickmers Reismühle GmbH, ursprünglich von 1837, von Kellogg 1963 übernommen, seit 1988 mit Sitz in der Überseestadt wieder selbstständig, produziert Reisprodukte.
Die Nordmilch GmbH ist ein Unternehmen der Milchwirtschaft mit 2452 Beschäftigten (2010) und 2 Mrd. Euro Umsatz, das seit 2011 in der Deutschen Milchkontor GmbH fusioniert ist.
Die Melitta Kaffee Europa mit Sitz in Bremen ist ein Teil des Unternehmens Melitta und verantwortlich für das Kaffeegeschäft des Konzerns in Deutschland.
Das Familienunternehmen Gebr. Westhoff GmbH & Co.KG von 1868 in der Vahr mit um die 220 Beschäftigten in Bremen und Berlin stellt Kaffee, Tee, Trinkschokolade aber auch Zusatzartikel wie u. a. Kaffeesahne, Konfitüre, Gläser und Porzellan oder Serviceartikel her.
Die Coffein Compagnie von 1931 in Sebaldsbrück ist Weltmarktführer für die Entkoffeinierung von Kaffee und Tee. Das Unternehmen wurde von Eduard Schopf gegründet.
Das Familienunternehmen von 1925 der Gruppe Henry Lamotte mit um die 200 Beschäftigten besteht aus der Henry Lamotte Oils GmbH, Lieferant und Produzent für Öle, Fette, Wachse etc. und der Henry Lamotte Food GmbH, Lebensmittellieferant der Industrie und des Handels.
Die Bremer HACHEZ Chocolade GmbH & Co. KG ist seit 1890 mit 425 Beschäftigten (2011) in der Schokoladenproduktion in der Bremer Neustadt tätig.
Die Könecke Fleischwarenfabrik von 1929 ist in Bremen und Delmenhorst mit ca. 1200 Beschäftigten ein großer deutscher Nahrungsmittelhersteller.
Die Brinkmann Tabakfabriken GmbH in Woltmershausen, ein Unternehmen das 1813 entstand, 1878 seinen Namen erhielt, ist aktuell Tochtergesellschaft bei der British American Tobacco (BAT). Es produziert Zigaretten (u. a. Lux, Peer, Lord) und Pfeifentabak.

#### Bremerhaven
Die Lebensmittelverarbeitung, insbesondere die Verarbeitung von Fisch und Tiefkühlkost (Gemüse, Fertiggerichte) ist in Nachfolge des Fischereihafenumschlags die bedeutende Lebensmittelindustrie in Bremerhaven. Heute werden Frostfische fast ausschließlich über See oder auf der Straße angeliefert.
Dieser Bereich änderte sich mit dem Wandel der Konsumgewohnheiten von der Dominanz der Frischware (Fisch) über Fertiggerichte (Pizzen) zu Tiefkühlkost. Als große Lebensmittelunternehmen bestehen
- die Frosta AG von 1905 mit 1520 Beschäftigten (2010) als deutscher Marktführer der Tiefkühlkostbranche
- die Nordsee von 1896 mit 6000 Beschäftigten (2010) ist im Frischfischhandel und als Restaurantkette tätig. Sie hatte um 1910 eine der größten Fischfangflotten Deutschlands, um 1931 belieferten fast die Hälfte aller deutschen Fischereifahrzeuge das Unternehmen.
- die Deutsche See GmbH von 1939 mit 1700 Beschäftigten (2010) veredelt Meerestiere und ist hier deutscher Marktführer.

Südfrüchten wie Bananen werden im Hafengelände umgeschlagen, reifen hier und werden gelagert.

### Handwerk
Das Handwerk hatte in Bremen eine große Tradition. 1949 gab es 8832 Betriebe mit 40.872 Beschäftigten. Bis 2005 sank die Zahl der Betriebe auf 2797 um rund 70 % und die Zahl der Beschäftigten auf 23.708 ab.
| Jahr | Land Bremen | Land Bremen | davon Beschäftigte im Gewerbe von | davon Beschäftigte im Gewerbe von | davon Beschäftigte im Gewerbe von | davon Beschäftigte im Gewerbe von | davon Beschäftigte im Gewerbe von | davon Beschäftigte im Gewerbe von | davon Beschäftigte im Gewerbe von |
|      | Betriebe    | Beschäft.   | Bau-/Ausbau- gewerbe              | Elektro Metall                    | Holz- gewerbe                     | Textil- gewerbe                   | Nahrungs- mittel                  | Gesund- heitsgew.                 | Glas, Papier Keramik              |
| ---- | ----------- | ----------- | --------------------------------- | --------------------------------- | --------------------------------- | --------------------------------- | --------------------------------- | --------------------------------- | --------------------------------- |
| 1949 | 8.832       | 40.872      | 13.642                            | 9.903                             | 3.338                             | 5.793                             | 3.899                             | 3.074                             | 1.223                             |
| 1963 | 6.305       | 45.064      | 14.912                            | 13.137                            | 2.058                             | 2.884                             | 5.046                             | 5.680                             | 1.347                             |
| 1977 | 4.153       | 36.682      | 9.674                             | 13.376                            | 1.214                             | 1.273                             | 3.766                             | 6.335                             | 1.224                             |
| 1995 | 3.534       | 43.301      | 9.272                             | 14.429                            | 1.952                             | 704                               | 3.612                             | 12.017                            | 1.315                             |
| 2005 | 2.797       | 23.708      | 4.494                             | 11.488                            | 572                               | 182                               | 1.650                             | 4.708                             | 614                               |

Bei den Beschäftigungszahlen von 2005 handelt es sich nur um die sozialversicherungspflichtigen Arbeitnehmer!
Auffallend ist die sehr starke Abnahme der Beschäftigten im Bereich Textilgewerbe und die starke Abnahme im Bereich Bau- und Ausbaugewerbe. Im Bereich Gesundheit- und Körperpflege hingegen konnte von 1949 bis 1995 ein stetiges Wachstum verzeichnet werden.

### Baugewerbe
→ Siehe auch Liste Bremer Wohnungsgesellschaften
In den beiden Städten hatte das Bauhauptgewerbe gerade in der Zeit des Wiederaufbaus nach dem Zweiten Weltkrieg eine bedeutsame Rolle. 1951 waren am Bau 15.440 Menschen beschäftigt, 1964 boomte das Baugeschäft und rund 25.000 Beschäftigte trugen beim Wiederaufbau von Bremen und Bremerhaven bei. Bis 1972 blieben im Bauwesen um die 22.000 Arbeitnehmer. Danach nahm die Zahl der Beschäftigten drastisch ab: 1980 waren es noch rund 15.800, um 1990 noch rund 10.700 und 2006 waren es nur noch 3935 Beschäftigte. Die Beschäftigtenzahl veränderte sich ähnlich wie im Bundestrend.
Nach 1980 hatte das Baugewerbe einen drastischen Abschwung zu verkraften. 2006 wurden nur noch 1/10 der Arbeitsstunden als 1950 geleistet.
1950 war der Anteil der Arbeitsstunden im Wohnungsbau mit 44,3 % auf Grund des Wiederaufbaus am höchsten. 23,5 % der Arbeitsstunden wurden für Wirtschaftsbauten geleistet und 32,2 % für Öffentliche- und Verkehrsbauten. 1970 wurden noch 30,4 % der Stunden im Wohnungsbau geleistet und 2006 nur noch 23,8 %. Im stark schrumpfenden Baugewerbe wurden 2006 nun 45,8 % der Stunden für den gewerblichen und industriellen Bau geleistet.
Die Zech Group Unternehmensgruppe ist in Bremen ein bedeutendes internationales Bauunternehmen, dass 2009 als Bau-Holding rund 700 Mitarbeiter beschäftigte und Bauleistungen von rund 330 Millionen Euro erbrachte.

#### Tabelle Arbeitsstunden Baugewerbe
Die Tabelle ist differenziert nach den Anteilen für einige Bereiche im Hochbau und Tiefbau nach Wohnungs-, Gewerbe und Industriebau sowie Öffentlicher Bau und Verkehrsbau.
| Jahr | Arbeitsstunden | Wohnungsbau | Gewerbe und Industriebauten | Öffentlicher-, u. Verkehrsbau | davon Hochbau | davon Tiefbau |
| ---- | -------------- | ----------- | --------------------------- | ----------------------------- | ------------- | ------------- |
|      | Anzahl         | Anteil in % | Anteil in %                 | Anteil in %                   | A. in %       | A. in %       |
| 1950 | 43.482         | 44,3        | 23,5                        | 32,2                          |               |               |
| 1970 | 35.625         | 30,4        | 30,8                        | 38,8                          | 8,3           | 30,5          |
| 1990 | 13.817         | 21,2        | 43,2                        | 35,7                          | 9,0           | 26,7          |
| 2006 | 4.235          | 23,8        | 45,8                        | 30,4                          | 4,2           | 26,2          |

### Handel

#### Einzelhandel
1960 gab es im Land Bremen 7057 Einzelhandelsbetriebe mit rund 33.000 Beschäftigten. 1979 sank die Zahl der Betriebe um 31 % auf 4871 die Beschäftigungszahl blieb in etwa konstant auf nun rund 34.000. 2005 konzentrierte sich dieser Handel auf noch 4073 Betriebe am Markt mit rund 20.000 sozialversicherungspflichtigen Beschäftigten und vielen anderen Hilfskräften.
1960 gab es im Einzelhandel von Nahrungsmittel in allen Stadtquartieren noch 3795 zumeist kleinere Läden mit 10.727 Beschäftigten. 2005 dominierten die Verbrauchermärkte. Nur noch 459 Betriebe mit 1769 Beschäftigten versorgten die Bevölkerung.

##### Einkaufszentren
Als große Einkaufszentren oder Einkaufspassage sind u. a. zu nennen (alphabetisch geordnet):
- Columbus-Center Bremerhaven an der Oberen Bürger von 1977 mit um die 75 Geschäfte auf über 30.000 m² Fläche ist verbunden mit dem Kaufhaus Karstadt und dem Hanse-Carree
- Lloyd-Passage im Bremer Zentrum mit u. a. den Kaufhäusern Galeria Kaufhof und Karstadt
- Mediterraneo an der Havenplaza in den Havenwelten von Bremerhaven
- Roland-Center in Bremen-Huchting von 1972 mit über hundert Fachgeschäften auf rund 30.000 m² Verkaufsfläche
- Waterfront Bremen von 2008 im Bremer Westen mit über 80 Geschäften auf 300.000 m² Fläche
- Weserpark, seit den 1990er Jahren in Osterholz im Bremer Osten mit über 120 Geschäfte auf 120.000 m² Gesamtflächen, davon 66.000 m² Verkaufsfläche

#### Gaststätten
Die Zahl der Gaststätten im Land Bremen nahm von 1960 mit 1550 Betrieben und 6336 Beschäftigten bis 1993 nur relativ leicht zu mit nunmehr 1780 Betrieben mit 9053 Beschäftigten. 2005 gab es 1735 Gaststätten.

#### Weiterer Handel
Der Handel hatte und hat mit der Bremer Baumwollbörse noch Bedeutung.
Traditionsreich ist im Außenhandel die Melchers & Co. KG. Führend im Fruchthandel ist in Bremen die Univeg Deutschland.
Im 19/20. Jahrhundert war der Tabakhandel in Bremen groß. Die Tabakindustrie ist jedoch abgewandert, u. a. wegen der Steuerbegünstigungen für Berlin. Verblieben ist die Martin Brinkmann AG, die zur British American Tobacco (BAT) gehört.

### Dienstleistungswirtschaft
2008 wurde im Land Bremen rund 14.000 Dienstleistungsunternehmen und -einrichtungen statistisch registriert, in denen rund 200.000 Personen tätig waren und die einen Umsatz von rund 23 Mrd. Euro hatten. Es gehören dazu Dienstleistungen in den Bereichen Verkehr, Lagerei, Schifffahrt, Luftfahrt, Post-, Kurierdienste, Information und Kommunikation, Verlagswesen, Grundstücks- und Wohnungswesen, Freiberufler und Berater (u. a. Architekten, Ingenieure, Rechts-, Steuer- und Unternehmerberater) Reisebüros, Reiseveranstalter, Sicherheitsdienste, Gebäudebetreuung und Datenverarbeitung.
→ Siehe auch Liste Bremer Wohnungsgesellschaften

#### Logistikwirtschaft
Die Häfen im Land Bremen sind auch die Drehscheibe für Waren aller Art. Bedeutsam für die Logistik ist das Güterverkehrszentrum in Bremen (GVZ). Die Bremer Lagerhausgesellschaft (BLG) mit der BLG Logistics Group in Bremen-Mitte betreiben u. a. den Automobil-Umschlag in Bremerhaven und stellt weltweit 14.000 Arbeitsplätze. Eurogate, eine große europäische Containerterminal- und Logistik-Gruppe mit Sitz in Bremen und Terminals in Bremerhaven, Hamburg und Wilhelmshaven beschäftigt 4500 Mitarbeiter in Deutschland.
In den beiden Hafenstädten an der Weser sind führende Speditionen und Logistikdienstleister angesiedelt u. a. wie die heute Schweizer Firma Kühne + Nagel in Bremen-Mitte, die Röhlig Logistics in Bremen-Überseestadt mit 1060 Konzernmitarbeiter, die Firma J.H. Bachmann an der Schlachte die seit 2005 beim dänischen Logistikkonzern DSV A/S ist. Die Deutsche Post AG betreibt in Bremen eines ihrer 82 Briefzentren in Deutschland.

#### Bremer Reedereien
Die Bremer Reedereien haben in der Hansestadt Bremen und der Seestadt Bremerhaven mit ihrer Lage an der Weser und der Nordsee und den Bremischen Häfen eine traditionell große Bedeutung.
Bremen war der Standort von mehreren Großreedereien. Die bedeutendste war der Norddeutsche Lloyd (NDL) sowie die Deutsche Dampfschifffahrts-Gesellschaft „Hansa“ und die Dampfschifffahrts-Gesellschaft „Neptun“.
Die Reederei F. A. Vinnen & Co. von 1819 wurde als Reederei E. C. Schramm & Co. gegründet und gilt als die älteste bestehende Reederei Bremens.
Die Sloman Neptun Schiffahrts AG gehört heute zu den größten Reedereien in Bremen.

#### Gesundheitswirtschaft
In Bremen sind als
- kommunale Krankenhäuser in einem Klinikverbund Gesundheit Nord gGmbH mit 3170 Betten und 7600 Beschäftigten
  - das Klinikum Bremen-Mitte mit 964 Betten und 3000 Beschäftigten
  - das Klinikum Bremen-Ost mit 1220 Betten und 2100 Beschäftigten
  - das Klinikum Links der Weser mit 427 Betten und 1500 Beschäftigten
  - das Klinikum Bremen-Nord mit 559 Betten und 1000 Beschäftigten
- als Freie Kliniken Bremen in einer Kooperationsgemeinschaft mit 1366 Betten und 2531 Beschäftigten
  - das Rote Kreuz Krankenhaus Bremen mit 302 Betten und 660 Beschäftigten
  - das Diako Krankenhaus mit 401 Betten und 900 Beschäftigten
  - das St.-Joseph-Stift mit 458 und 784 Beschäftigten
  - die Roland-Klinik mit 180 Betten und 242 Beschäftigten
- weitere private Fachkliniken sind
  - die AMEOS Klinik Dr. Heines für Psychiatrie mit 206 Betten und
  - die Paracelsus-Klinik
  - die Augenklinik Universitätsallee

In Bremerhaven gibt es
- das kommunale Klinikum Bremerhaven-Reinkenheide mit 700 Betten und 1700 Beschäftigten
- das AMEOS Klinikum am Bürgerpark Bremerhaven mit 252 Betten
- das AMEOS Klinikum Mitte Bremerhaven  mit 287 Betten

#### Verlags- und Zeitungswesen
Ein ausgeprägtes Verlagswesen war und ist vor allem in Bremen festzustellen. Bekannte bestehende Verlage und Zeitungen sind:
- Die Bremer Tageszeitungen AG gibt u. a. seit 1945 den Weser-Kurier und seit 1974 die Bremer Nachrichten von 1743/1853 heraus.
- Verleger Ditzen, seit 1895 Herausgeber, gibt u. a. seit 1949 die seit 1866 bestehende Nordsee-Zeitung in Bremerhaven heraus.
- Der Donat Verlag in Bremen hat ein angeschlossenes Versandhandels-Antiquariat.
- Die Edition Temmen in Bremen von 1987 gibt u. a. Reisebücher und Bremensien heraus.
- Der Hauschild Verlag in Bremen von 1855 stellt heute regionale Literatur, insbesondere Bremensien her.
- Der Kellner Verlag in Bremen ist vorwiegend ein Sachbuchverlag von 1988
- Der Schünemann Verlag in Bremen von 1810 vereint heute die Bereiche Buch-, Sprachzeitungs- und Zeitschriftenverlag sowie Kunst- und Designversandhaus. Er vertrieb bis 1974 die Bremer-Nachrichten.

Das Zeitungswesen wird in Bremen beherrscht durch den Weser-Kurier mit vielen Nebenzeitungen und in Bremerhaven durch die Nordsee-Zeitung. Als Anzeigenblätter gibt es den Bremer Anzeiger, vormals Bremer Bürger-Zeitung von 1890 und den Weser-Report.

### Tourismus

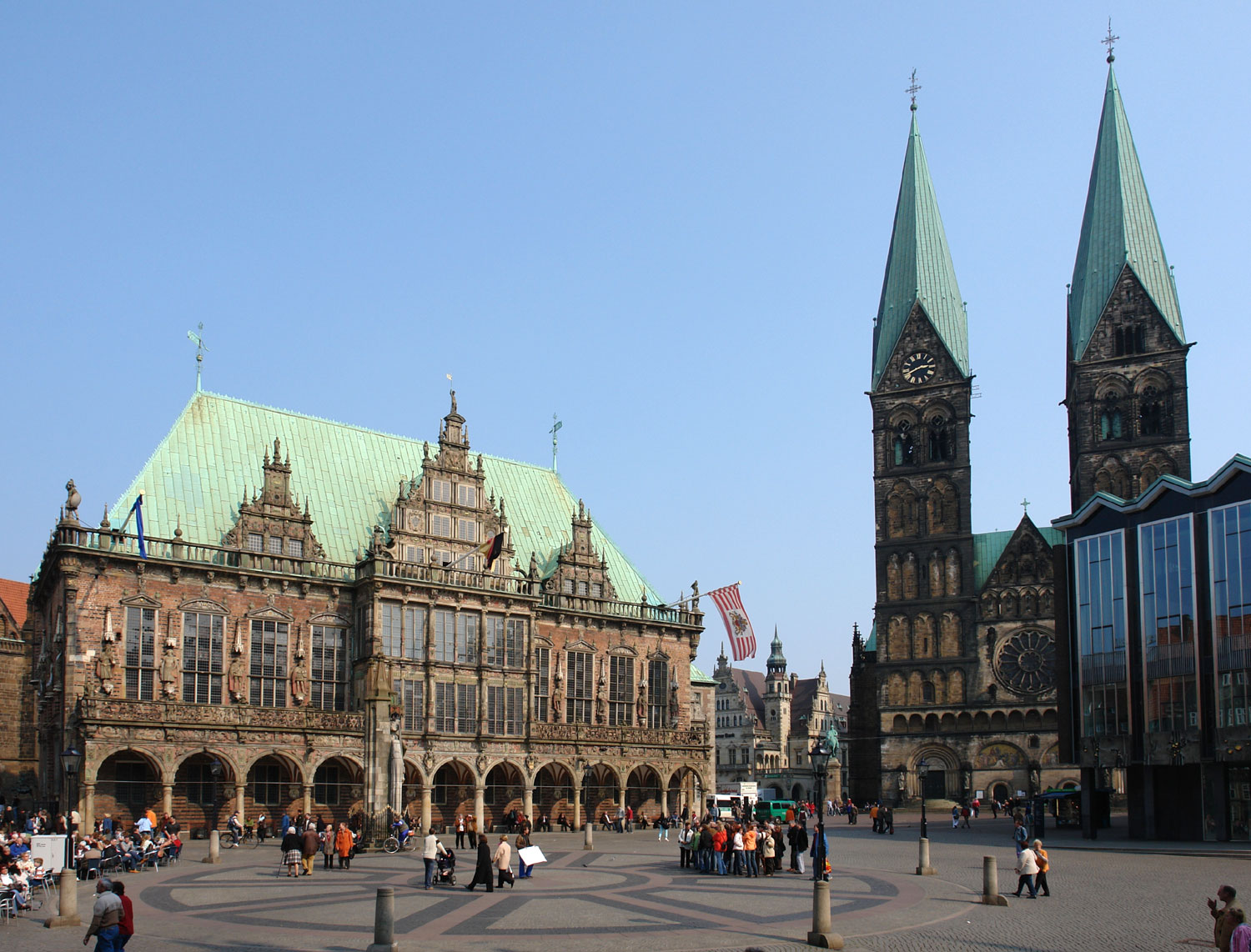
Bremen: Rathaus, Markt, Roland und Dom

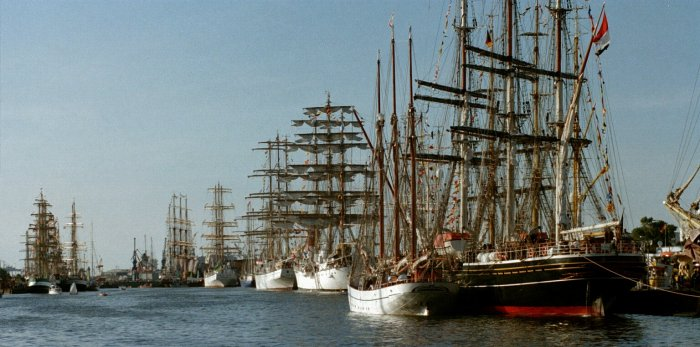
Bremerhaven: Windjammer-Sail

Der Tourismus hatte für Bremen und Bremerhaven nach dem Zweiten Weltkrieg zunächst keinen besonderen Anteil an der Wirtschaft. Seit den 1990er Jahren hat dieser Wirtschaftssektor eine beachtliche Bedeutung erhalten. Mehr als 33.000 Menschen sind im Bundesland im Bereich Tourismus beschäftigt. Um zwei Drittel aller Übernachtungen werden laut Selbsteinschätzung der Hotels (2015) von Geschäftsreisenden gebucht.

#### Bremen
Wichtige Tourismusziele wie das Bremer Rathaus und der Bremer Roland am Markt wurden 2004 zum UNESCO-Welterbe. Andere Ziele wie unter anderem die Bremer Altstadt mit dem Bremer Dom und der sanierten Schlachte an der Weser, die Böttcherstraße, das sanierte Schnoorviertel, die Kunsthalle Bremen, das Überseemuseum, der Bremer Freimarkt und der Rhododendron-Park Bremen erhöhten die Anziehungskraft der Stadt.

#### Bremerhaven
An der Columbuskaje wurden vom Columbus-Cruise-Center 2017 rund 165.000 Passagiere abgefertigt. Die alle fünf Jahre stattfindende Windjammer-Sail in Bremerhaven – zuletzt 2010 mit 241 Schiffen aus 15 Nationen – führte zur Steigerung der Attraktivität der Seestadt und des Fremdenverkehrs. Das Hafenflair im Gebiet Alter Hafen und Neuer Hafen direkt am Weser-Deich mit den maritim orientierten Einrichtungen wie das Deutsche Schifffahrtsmuseum, Deutsche Auswandererhaus, Klimahaus Bremerhaven als Teil der Havenwelten steigerte den Tourismus.

#### Citytax
Bremen und Bremerhaven erheben seit Juli 2018 eine Bettensteuer in Höhe von 5 % auf den Nettopreis bei privaten Übernachtungen.

#### Museen als Ziel
In der Liste der Museen in der Freien Hansestadt Bremen sind (2014) für die Stadt Bremen 39 Einrichtungen und für Bremerhaven 16 Einrichtungen aufgeführt.
2014 kamen 821.490 Besucher in die Museen des Landes Bremer davon rund 451.000 (+ 6 % zum Vorjahr) in der Stadt Bremen und 370.544 (- 6 %) in der Seestadt Bremerhaven.
Einmal jährlich veranstaltet die Stadt Bremen die Lange Nacht der Bremer Museen mit 21 Museen, Kunstausstellungen und historischen Häusern.

#### Gästezahlen
Seit etwa 1987 nahm die Gästezahl in Bremen um rund 140 % deutlich zu und in Bremerhaven seit 2000 um 32 %.
Die Tabelle Übernachtungen in den Hotels ist ohne Angabe der Seemannsheime und Jugendherbergen.
| Jahr | Übernachtungen | Übernachtungen | Übernachtungen | Ausländer Anteil in % | Ausländer Anteil in % |
|      | Land Bremen    | Stadt Bremen   | Bremerhaven    | Bremen                | Bremerhaven           |
| ---- | -------------- | -------------- | -------------- | --------------------- | --------------------- |
| 1960 | 638.007        | 490.906        | 147.201        | 22,0                  | 16,0                  |
| 1970 | 768.248        | 596.122        | 172.126        | 21,8                  | 14,0                  |
| 1980 | 732.222        | 573.372        | 158.850        | 25,1                  | 27,6                  |
| 1990 | 878.967        | 737.202        | 141.765        | 23,5                  | 26,5                  |
| 2000 | 1,248.708      | 1.075.864      | 172.844        | 24,2                  | 20,3                  |
| 2006 | 1.363.139      | 1.174.864      | 188.275        | 25,2                  | 18,7                  |
| 2010 |                | 1.455.491      |                |                       |                       |
| 2014 |                | 1.913.546      |                | 23,0                  |                       |
| 2015 | 2.374.748      | 1.993.683      | 361.065        | 23,0                  |                       |
| 2016 | 2.403.246      | 2.004.635      | 398.611        | 22,0                  |                       |
| 2019 | 2.815.631      | 2.350.379      | 465.252        | 20,3                  |                       |

Hinzu kommen noch jährlich um die 100.000 Übernachtungen (2006) aus Seemannsheimen und Jugendherbergen.
Die Gäste in Bremen stammten 2014 u. a. aus Großbritannien (um 10 %), den Niederlanden (um 9 %), Frankreich (um 6 %), Spanien (um 6 %) den USA (um 5,2 %), Schweden (um 5 %), Finnland (um 4,3 %), Italien (4 %), Norwegen (um 3,7 %) und Russland (um 2,8 %). 1955 belief sich der Anteil der Gäste aus den USA noch auf über 33 %.
1970 gab es im Land Bremen 146 Hotels und Pensionen, mit um die 4000 Betten, davon 115 Hotels in Bremen und 31 in Bremerhaven. Die Zahle der Hotels nahm zwar ab, die Zahl der Betten jedoch deutlich zu. 2006 gab es im Land Bremen 89 Beherbergungsbetriebe mit rund 9000 Betten, davon in Bremen 73 Hotels mit 7500 Betten und in Bremerhaven 16 Hotels mit rund 1500 Betten.
Die Zahl der Hotels erhöhte sich in Bremen
- bis Juni 2010 auf 82 Häuser mit 8.429 Betten
- bis Juli 2012 auf 87 Häuser mit 9.161 Betten
- bis Ende 2014 auf 93 Häuser mit 10.600 Betten[18]
- bis Ende 2019 auf 96 Häuser mit 12.537 Betten[19]

2009 gab es in Bremerhaven 1,43 Millionen Tagestouristen und rund 380.000 Übernachtungsgäste. Die Zahl der erfassten Übernachtungsgäste in gewerblichen Betrieben mit mehr als acht Betten stieg von 2003 bis 2009 von 205.000 auf 300.000 um rund 50 %. Einen wichtigen Beitrag zum Anstieg der Besucherzahlen leisteten das Klimahaus Bremerhaven und die Havenwelten. Von dem Besucherplus von 600.000 im Vergleich von 2008 zu 2009 werden 350.000 bis 400.000 dem Klimahaus zugeschrieben.
In Bremen erhöhte sich 2011 die Zahle der Übernachtungen erheblich und zwar auf 1,57 Mio. Rund 40 Mio. Tagesbesucher, davon 65 % als Geschäftsreisende, besuchten Bremen. Die Tourismusbranche setzte dabei 1,5 Mrd. Euro um. 21 Mio. Euro Steuerlöse konnten 2011 erzielt werden.
2014 besuchten 1.015.107 Gäste die Stadt Bremen, und 1.913.546 Übernachtungen (1,9 Nächte pro Besucher) waren zu verzeichnen. Dabei wurde ein Bruttoumsatz von 1,76 Mrd. Euro erreicht. 31.000 Beschäftigte konnten davon leben. Rund 2 Mio. weitere Stadtbesucher wohnten 2014 bei Verwandten oder Bekannten.
In den 11.211 Betten des Beherbergungsgewerbes im Land Bremen haben im Jahr 2012 über eine Million Gäste übernachtet. Im Durchschnitt verbringen Besucher 1,7 Tage in der Stadt Bremen oder 2,0 Tage in Bremerhaven.

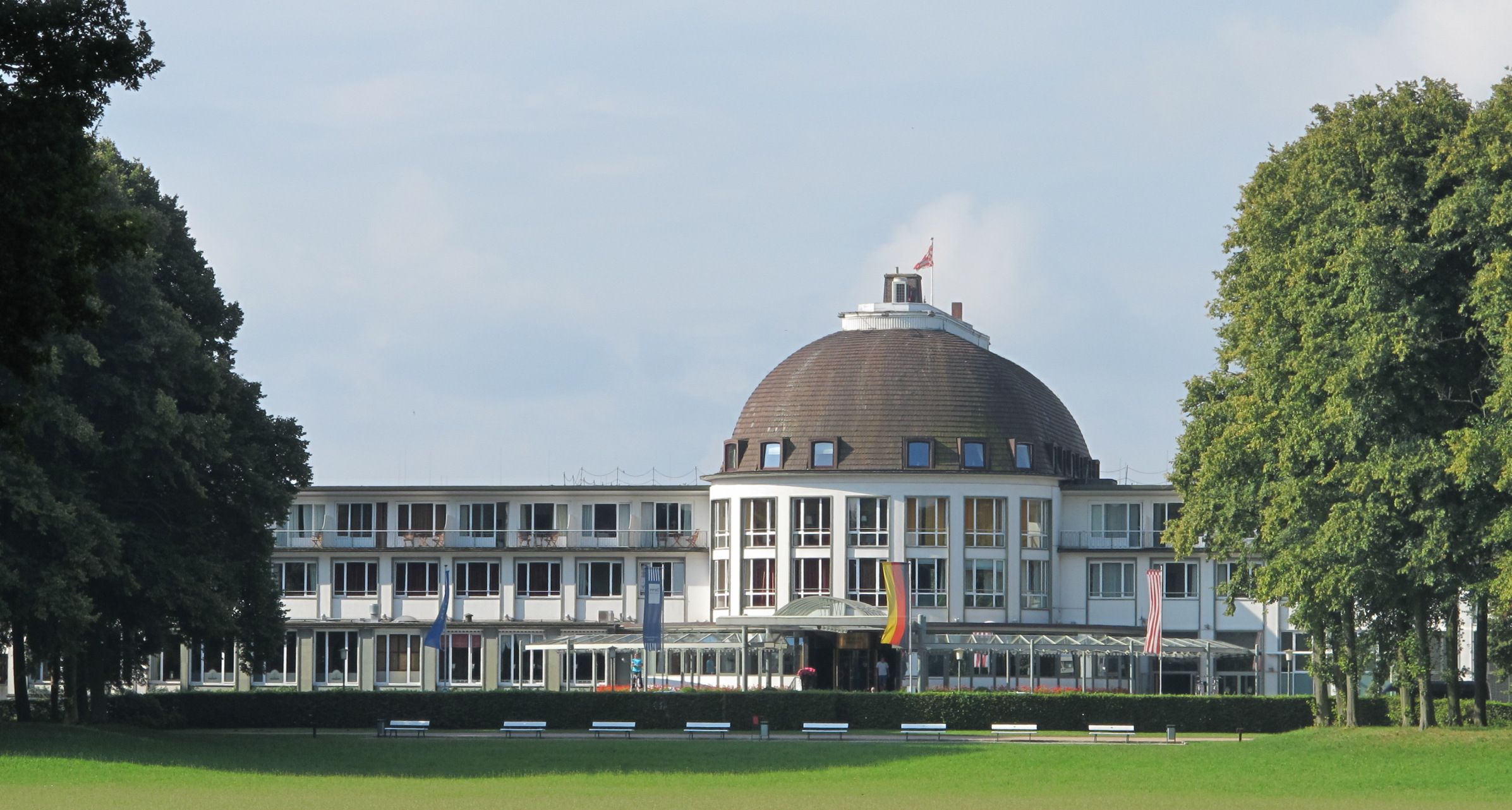
Park Hotel Bremen
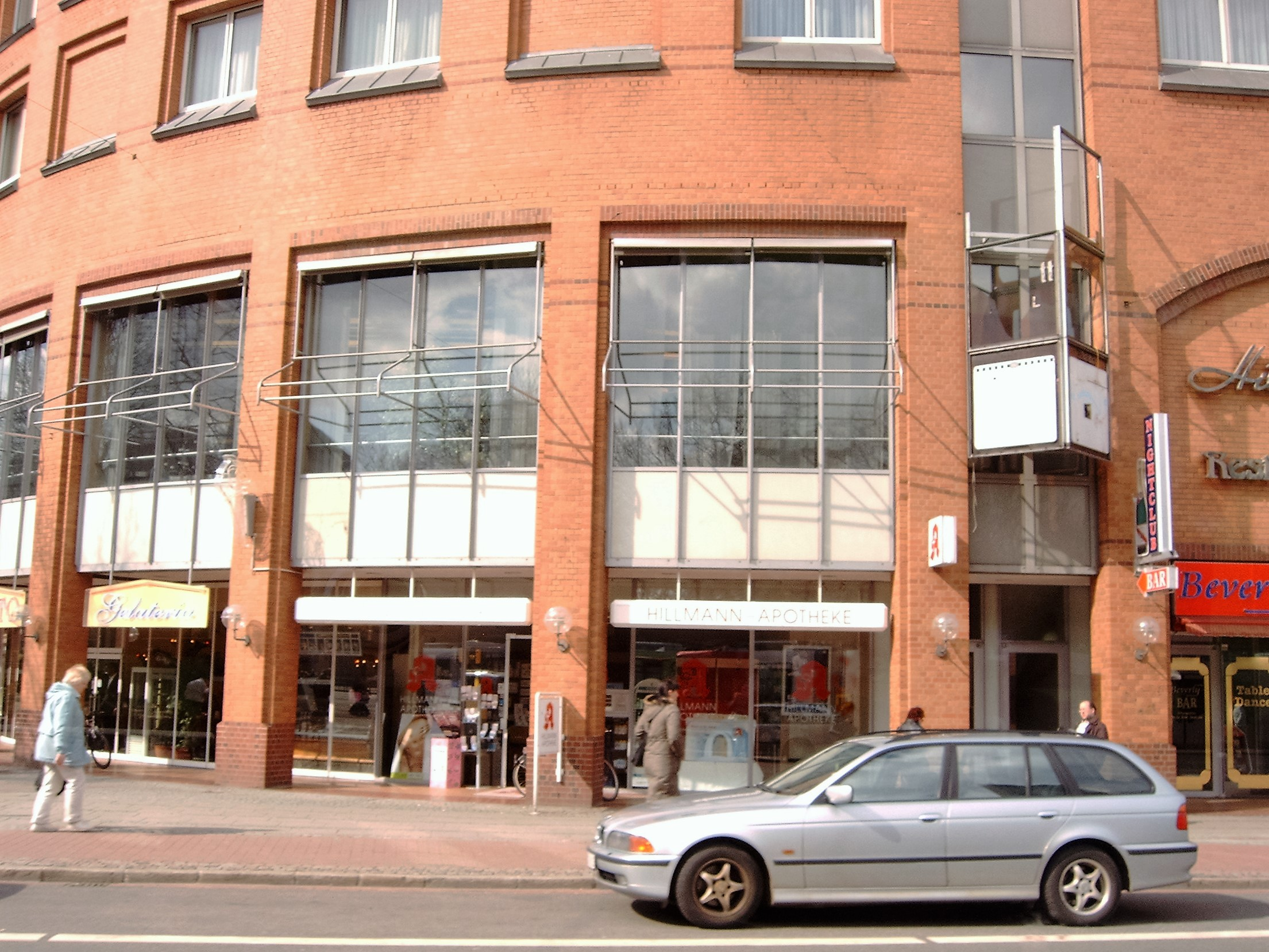
Swissôtel Bremen
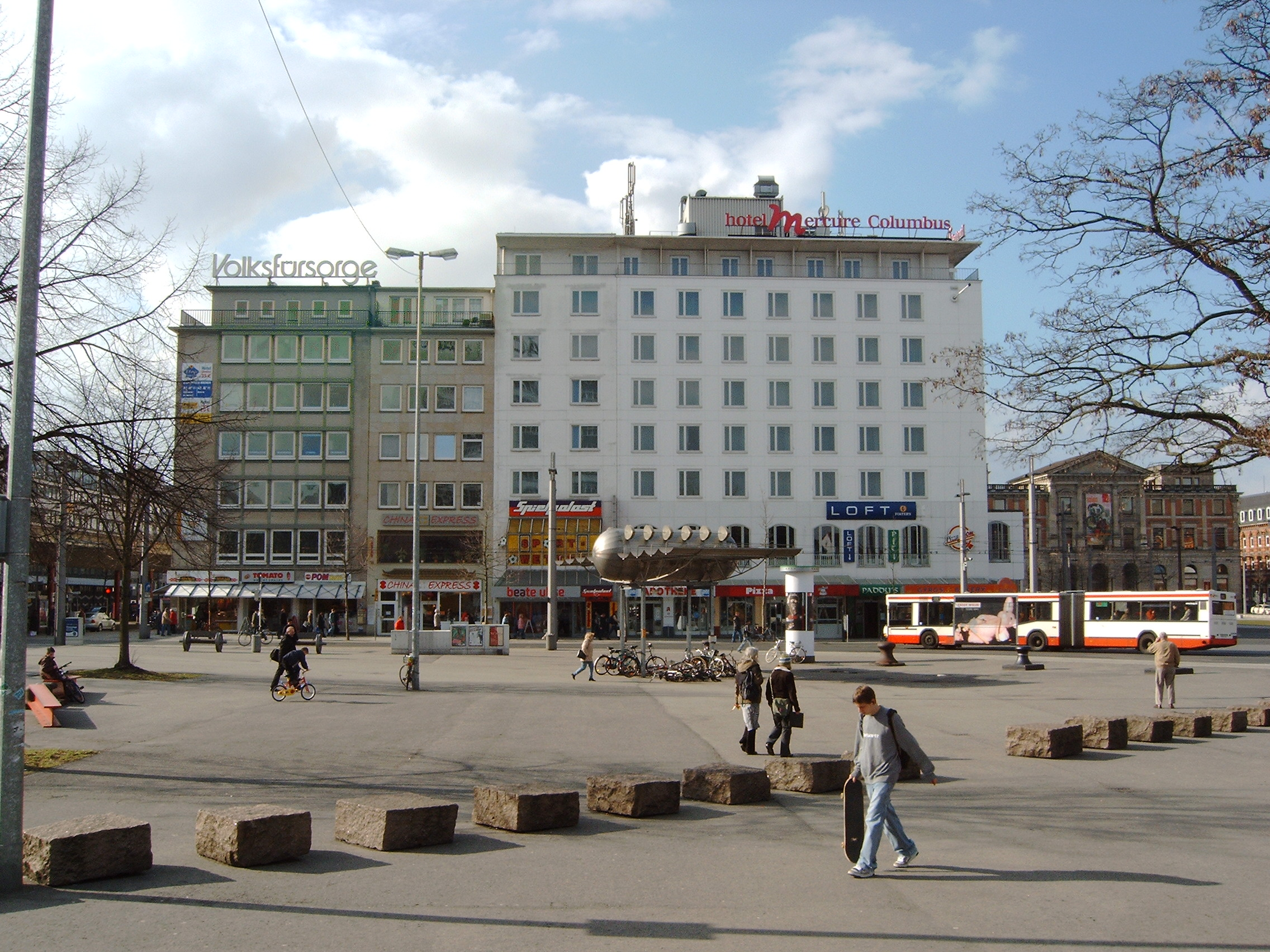
Columbushotel Bremen
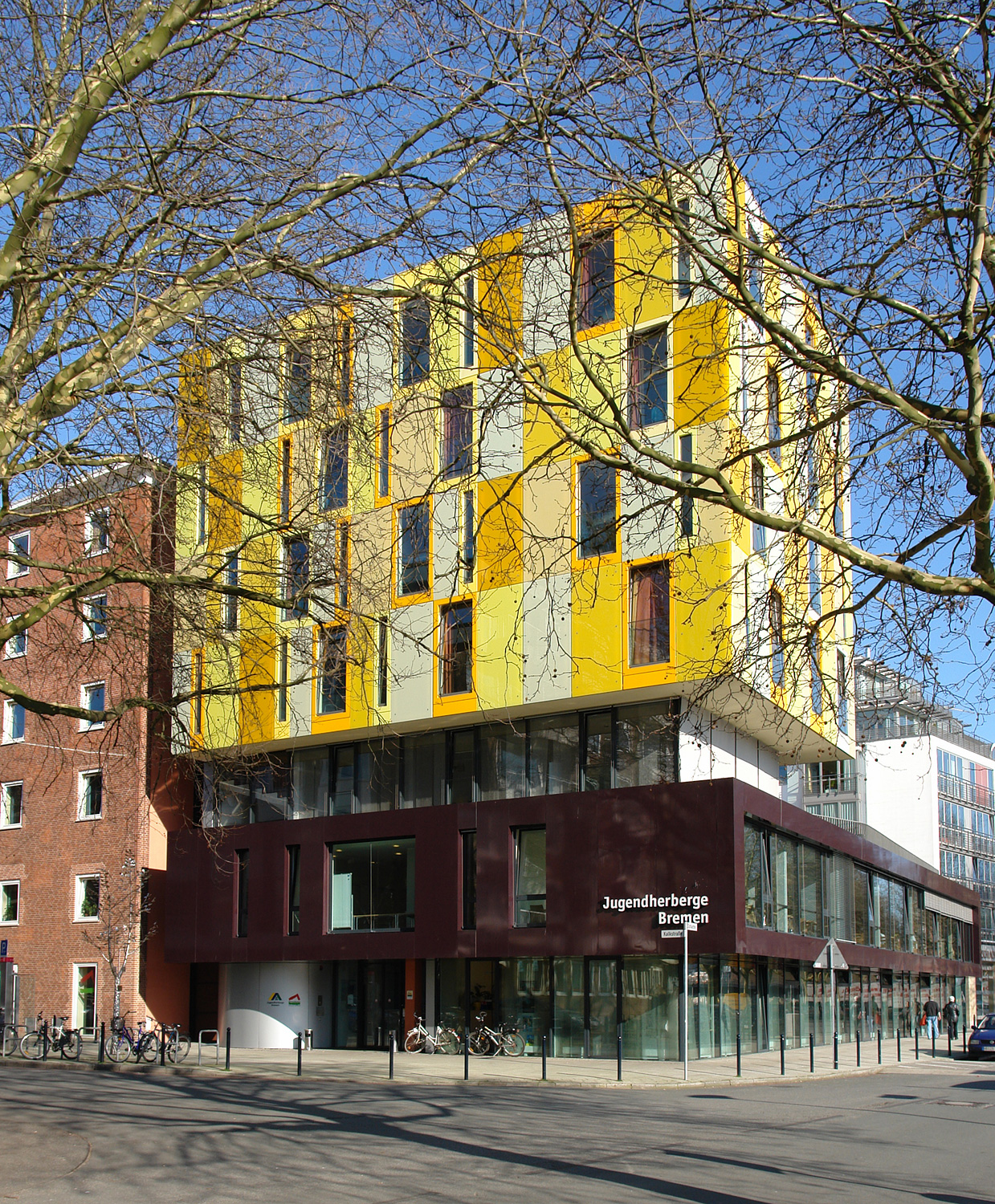
Jugendherberge Bremen
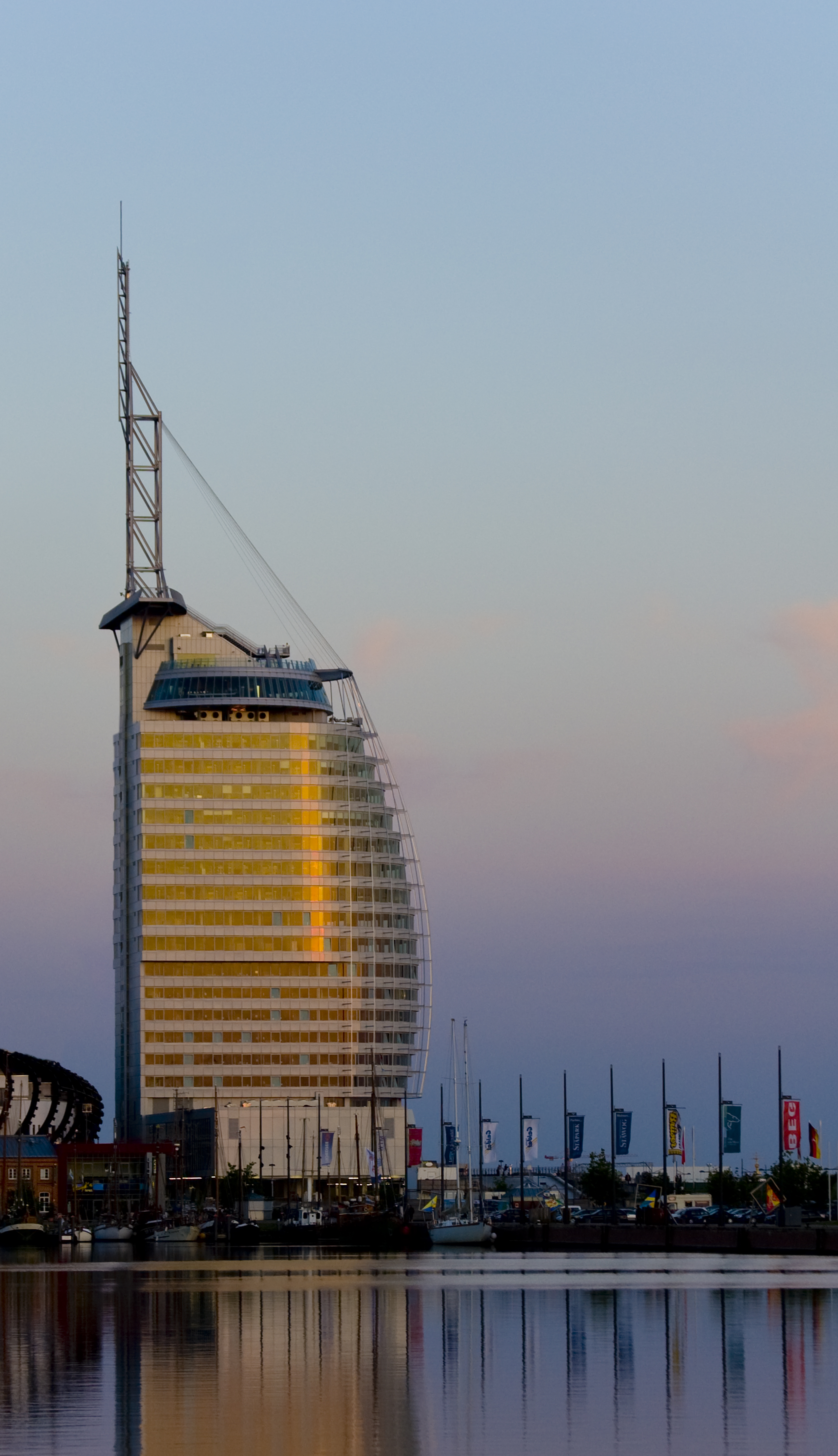
Atlantic-Hotel Bremerhaven

#### Sonstige Dienstleistungsunternehmen
- Die Brunel GmbH ist in Bremen ein international tätiges Unternehmen für Technik und Management. Es übernimmt Ingenieurdienstleistungen bei Entwicklung, Konstruktion, Verifizierung, Test und Prototyping sowie Management-Support in den Bereichen Ingenieurwissenschaften, Informationstechnik und Finanzen. Weltweit sind 8000 Mitarbeiter, 2100 davon in Deutschland, tätig. Es erzielte 2011 einen Umsatz von 980 Mio. Euro in 35 Ländern.
- Zero GmbH ist ein europäisches Modeunternehmen in Bremen. Vertrieben werden Kleidung, Schmuck, Schuhwaren und Modeaccessoires. 2008 waren 485 Mitarbeiter beschäftigt die einen Umsatz von über 100 Mio. Euro erzielten.

### Landwirtschaft

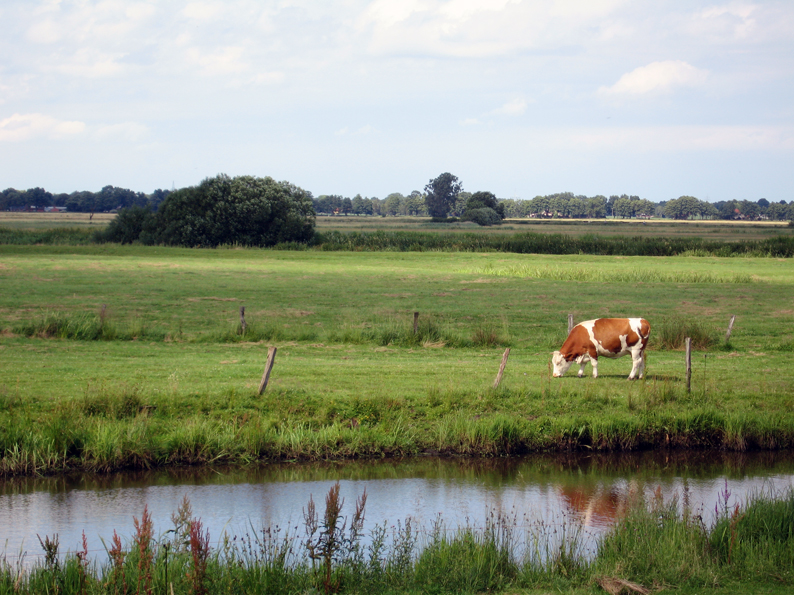
Wiesen und Weiden im Blockland

Die Landwirtschaft hat in dem Stadtstaat nur eine sehr geringe Bedeutung. Immerhin gab es 1949 noch 2.277 Betriebe, davon 1902 in Bremen und 375 in Bremerhaven. 2007 waren im Land Bremen nur noch 210 Betriebe mit einer Fläche von 8.474 Hektar statistisch ausgewiesen, rund 25 % der Landesfläche. Davon waren 21 Betriebe mit 3.117 Hektar 100 und mehr Hektar groß.
1950 wurden 5.365 Hektar Ackerland bewirtschaftet, 2007 waren es noch 1.544 Hektar. Der Viehbestand (Pferde, Rinder, Schweine, Schafe) – 1950 noch 47.088 Stück – nahm auch ab. 2007 gab es in 171 Betrieben um 12.900 Stück Vieh, also rund ein Viertel des Bestandes von 1950. 2011 gab es rund 200 Betriebe in der Milch- und Viehwirtschaft. Die meisten Betriebe haben eine Teilzeitbewirtschaftung mit zusätzlichen Angeboten für u. a. Freizeit- und Tourismus. Die Gründe des Rückgangs in der Landwirtschaft sind offensichtlich, da erhebliche Flächen als Bauland für die wachsende Besiedelung der beiden Städte genutzt werden mussten.

## Wirtschaftsdaten und Entwicklungen

### Allgemein
2005 bzw. 2017 waren in der Stadt Bremen in den Wirtschaftssektoren tätig:
- Dienstleistungsgewerbe 71,1 % bzw. 81 %
  - Dienstleistungen in 2005:44,7 %
  - Handel in 2005: 26,4 % bzw.
- produzieren Gewerbe 28,9 % bzw. 18,9 %
- Landwirtschaft 0,1 % bzw. 0,1 %

Die Zahl der Erwerbstätigen mit Arbeitsort in Bremen stieg kontinuierlich an. Es waren 2014 418.200, 2015 rund 420.000, 2016 rund 425.000 und 2017 rund 429.000 Personen erwerbstätig; davon
- 24 % nicht sozialversicherungspflichtige Beschäftigte
- 33,4 % sozialversicherungspflichtige Frauen
- 42,6 % sozialversicherungspflichtige Männer

Die durchschnittliche Arbeitszeit der Bremer Beschäftigten betrug 1324 Stunden im Jahr, also umgerechnet 165 Arbeitstage mit je acht Stunden.
Im Zukunftsatlas 2016 belegte die kreisfreien Stadt Bremen Platz 282 von 402 Landkreisen, Kommunalverbänden und kreisfreien Städten in Deutschland, während Bremerhaven nur Platz 387 belegte.

### Bruttoinlandsprodukt
Nach dem Zweiten Weltkrieg konnte die bremische Wirtschaft seit 1951 einen deutlichen Aufschwung erleben. In den 1950er Jahren waren Wachstumsraten des realen Bruttoinlandsprodukts zwischen 6 und 16,9 % zu verzeichnen und lagen öfters höher als im Bundestrend. Von 1958 bis 1964 musste die Bremer Wirtschaft deutlich geringere Wachstumsraten als im Bundesgebiet hinnehmen. In diese Zeit fiel der Konkurs von Borgward und die Zulieferindustrie stagnierte. Danach entwickelte sich das Bruttoinlandsprodukt in Bremen bis 1981 zumeist wie im Bundestrend. 1982 sank das Bruttoinlandsprodukt mit einer Wachstumsrate von −3,2 % deutlich unterhalb des Bundes und bis 1986 blieb es unter dem des Bundes. Seit 1987 ähneln sich wieder die Wachstumsraten von Bremen und dem Bund.
Das preisbereinigte Bruttoinlandsprodukt (BIP) wuchs 2012 im Vergleich zum Vorjahr um 1,2 %. Die größte Wachstumsrate mit +3,6 % wurde im Sektor Information und Kommunikation gemessen.
Das Bruttoinlandsprodukt stieg im Land Bremen 2015 nominal um 4,9 Prozent gegenüber 2014. Das entspricht einem preisbereinigten Anstieg von 2,7 Prozent (Deutschland: um 1,7 Prozent).
Die Tabelle Bruttoinlandsprodukt vergleicht Wachstum und Erwerbstätigkeit im Land Bremen und in Deutschland.
| Jahr | Bruttoinlandsprodukt | Bruttoinlandsprodukt | Bruttoinlandsprodukt | Bruttoinlandsprodukt | Wachstum | Wachstum  | Erwerbstätige |
|      | Bremen               | Bremen               | Deutschland          | Deutschland          | Bremen   | Deutschl. | Bremen        |
| ---- | -------------------- | -------------------- | -------------------- | -------------------- | -------- | --------- | ------------- |
|      | Gesamt               | pro Erwerbst.        | Gesamt               | pro Erwerbst.        |          |           | Anzahl        |
|      | Mrd. Euro            | Tsd. Euro            | Mrd. Euro            | Tsd. Euro            | in %     | in %      | in Tsd.       |
| 1950 | 0,9                  | 3,3                  | 49,6                 | 2,5                  | 6,1      | 9,8       | 266           |
| 1960 | 2,6                  | 7,3                  | 155                  | 5,9                  | 0,5      | 8,7       | 356           |
| 1970 | 5,1                  | 14,1                 | 360                  | 13,6                 | 6,4      | 5,1       | 362           |
| 1980 | 11,2                 | 29,6                 | 788                  | 28,8                 | 4,3      | 1,4       | 378           |
| 1990 | 16,9                 | 43,6                 | 1306                 | 42,9                 | 6,9      | 5,3       | 387           |
| 2000 | 22,1                 | 57,1                 | 2062                 | 52,7                 | 4,2      | 3,2       | 387           |
| 2006 | 25,4                 | 66,4                 | 2322                 | 59,4                 | 2,0      | 2,9       | 382           |
| 2015 | 31,6                 |                      | 3026                 |                      | 2,7      | 1,7       |               |
| 2018 | 34,3                 |                      | 3386                 |                      | 2,1      | 1,4       |               |

Das Bruttoinlandsprodukt (BIP) im Land Bremen liegt weit über dem bundesdeutschen Durchschnitt. Das Land Bremen belegte 2014 mit 46.000 Euro je Einwohner Platz 2. Verglichen mit den Stadtstaaten hatte Hamburg 59.000 Euro je Einwohner (Platz 1) und Berlin 34.200 Euro je Einwohner (Platz 7). Beim BIP je Erwerbstätigen belegte das Land Bremen 2013 mit 68.533 Euro Platz 5 unter den Bundesländern.

### Beschäftigte
Die Anzahl der Beschäftigten im Land Bremen nahm zwischen 1950 und 1960 bedingt durch den Wirtschaftsboom der 1950er Jahre und auch auf Grund des Bevölkerungswachstum (+19 %) um 34 % stark zu. Danach folgt nur noch eine geringfügige Steigerung bis heute um 7 %. Auf Grund der Arbeitsstättenzählungen können für 1950 Doppelzählungen enthalten sein.
Wie in allen modernen Volkswirtschaften nahm der Anteil des produzierenden Sektors von 1950 mit einem Anteil von 46,8 % bis 2006 mit 21,5 % deutlich ab. Der Anteil von Handel und Verkehr bleibt auf einer gleichbleibenden Höhe von rund 30 %. Hingegen nimmt der Anteil in der Erwerbsstruktur im Sektor Dienstleistungen in Bremen seit 1950 von 24,1 % auf 2006 mit 48,9 % sehr deutlich zu.
Der Tertiäre Sektor (III) mit Handel, Verkehr und Dienstleistungen steigerte sich in Bremen von 1950 mit einem Anteil von 53,2 % auf einen Anteil von 78,6 % (2006). In dem Jahr waren in den Wirtschaftssektoren in Deutschland rund 69 % im Tertiären Sektor (III) und 31 % in den produzierenden Sektoren (I und II) tätig.
Die Zahl der sozialversicherungspflichtig Beschäftigten im Land Bremen hat 2012 deutlich zugenommen.
2013 stieg die Zahl der Erwerbstätigen in Bremen. Es waren rund 417.500 Personen erwerbstätig. Ausschlaggebend für die Entwicklung war der Anstieg von Beschäftigung im Dienstleistungsbereich, der mit einem Anteil von rund 81 Prozent hat. Hier arbeiten insgesamt rund 337.000 Personen in Bremen. Im Produzierende Gewerbe (ohne Baugewerbe) wurde rund 65 000 Personen beschäftigt.
| Jahr | Erwerbstätige | Produzierender Sektor | Produzierender Sektor | Handel und Verkehr | Handel und Verkehr | Dienstleistungen | Dienstleistungen |
|      | Anzahl        | Anzahl                | in %                  | Anzahl             | in %               | Anzahl           | in %             |
| ---- | ------------- | --------------------- | --------------------- | ------------------ | ------------------ | ---------------- | ---------------- |
| 1950 | 266.000       | 124.400               | 46,8                  | 77.500             | 29,1               | 64.100           | 24,1             |
| 1960 | 356.500       | 165.200               | 46,3                  | 113.100            | 31,7               | 78.100           | 21,9             |
| 1970 | 362.400       | 142.400               | 39,3                  | 119.100            | 32,9               | 100.900          | 27,8             |
| 1980 | 378.500       | 127.700               | 33,7                  | 117.400            | 31,0               | 133.300          | 35,2             |
| 1990 | 387.800       | 115.400               | 29,8                  | 119.700            | 30,9               | 152.700          | 39,4             |
| 2000 | 387.500       | 94.600                | 24,4                  | 117.500            | 30,3               | 175.400          | 45,3             |
| 2006 | 382.200       | 82.000                | 21,5                  | 113.400            | 29,7               | 186.800          | 48,9             |

#### Ausländer
Der relativ gleichbleibende Anteil der beschäftigten Ausländer nimmt im Land Bremen zwischen 1975 und 2006 von 7 % auf 6,2 % leicht ab. Von den Ausländern kamen 45,3 (1975) bis 34,6 % (2006) aus der Türkei, 12,7 bis 7,9 % aus Jugoslawien, 5,3 bis 1,6 % aus Spanien und 3,3 bis 2,3 % aus Italien. In Deutschland waren 1975 rund 10 % und 2006 rund 7 % Ausländer sozialversicherungspflichtig beschäftigt.

#### Berufspendler
Die Anzahl der Berufspendler im Land Bremen hat seit 1950 drastisch zugenommen. Der Anteil des Pendlersaldos von Aus- und Einpendler betrug 1950 noch 12,6 % der Erwerbstätigen. Danach siedelten viele Einwohner im Umland von Bremen und auch von Bremerhaven. 2006 belief sich der Anteil des Pendlersaldos von Aus- und Einpendler auf 30,2 % oder in Zahlen ausgedrückt: 82.053 Erwerbstätige kamen aus dem Umland, vorwiegend aus Niedersachsen. Seit 1970 wurde die Einkommensteuer in Deutschland umgestellt. Vorher wurde die Steuern gesplittet und entrichtet an das Land mit dem Wohnort (60 %) und an das Land der Erwerbstätigkeit (40 %), danach wurden die Einkommensteuer nur noch an das Land des Wohnortes abgeführt. Für den Staatshaushalt von Bremen wuchsen damit die Einnahmeverluste aus dieser Steuer rapide.
Die Zahl der Pendler nahm bis 2013 weiter zu.
In der Tabelle Erwerbstätige und Pendlersaldo werden ab 1950 die Erwerbstätigen, ab 1992 die sozialversicherungspflichtigen Erwerbstätigen verglichen.
| Jahr | Erwerbstätige | Auspendler | Einpendler | Pendlersaldo | Pendlersaldo |
| ---- | ------------- | ---------- | ---------- | ------------ | ------------ |
|      | Anzahl        | Anzahl     | Anzahl     | Anzahl       | in %         |
| 1950 | 266.000       | 1.383      | 34.920     | 33.537       | 12,6         |
| 1961 | 363.400       | 9.898      | 59.122     | 49.224       | 13,5         |
| 1970 | 362.400       | 13.478     | 68.342     | 54.864       | 15,1         |
| 1992 | 314.493       | 27.305     | 107.704    | 80.399       | 25,6         |
| 2000 | 283.576       | 33.721     | 112.293    | 78.572       | 27,7         |
| 2006 | 271.867       | 33.269     | 115.322    | 82.063       | 30,2         |
| 2013 | 305.265       | 42.360     | 126.000    | 83.640       | 27,4         |
| 2013 | 326.500       | 45.800     | 130.700    | 84.900       | 26           |

### Arbeitslose
Die Arbeitslosenquote im Land Bremen bewegte sich von 1950 bis 1980 wie im Bundesgebiet zwischen 1 und 10 %. Danach gab es im Land Bremen immer deutlich mehr Arbeitslose (7 bis 18 %) als im Bundesgebiet (5 bis 13 %). Vor allem in Bremerhaven mussten immer mehr Arbeitslose als in Bremen hingenommen werden. Seit etwa 1995 waren in Bremerhaven 18 bis 25,6 % arbeitslos, hingegen in Bremen 13 bis 16,6 %.
Die hohe Arbeitslosenquote in der Seestadt Bremerhaven führte zu einem erheblichen Bevölkerungsrückgang von um die 30.000 Einwohnern (rund 21 %).
Tabelle Arbeitslosenquote in % (2011 im Juni):
| Jahr | Stadt Bremen | Bremerhaven | Land Bremen | Bundesgebiet |
| ---- | ------------ | ----------- | ----------- | ------------ |
| 1950 | 9,4 %        | 12,7 %      | 10,1 %      | 11,0 %       |
| 1960 | 1,0 %        | 1,5 %       | 1,1 %       | 1,3 %        |
| 1980 | 5,3 %        | 5,8 %       | 5,3 %       | 3,8 %        |
| 1990 | 13,1 %       | 15,5 %      | 13,5 %      | 7,2 %        |
| 2000 | 13,5 %       | 17,7 %      | 14,2 %      | 10,7 %       |
| 2005 | 16,6 %       | 25,6 %      | 18,3 %      | 13,0 %       |
| 2011 | 10,6 %       | 16,6 %      | 11,6 %      | 6,9 %        |

In einigen absoluten Zahlen ausgedrückt gab es 1950 im Land Bremen 21.700 Arbeitslose. 1960 waren es nur noch 3.400 und 1969 konnte mit 2.400 Arbeitslosen der tiefste Stand nach dem Weltkrieg erreicht werden. 1980 gab es schon 15.765 Arbeitslose und 2005 wurde die bisher höchste Zahl mit 53.223 Arbeitslosen erreicht, davon 40.527 in Bremen und 12.697 in Bremerhaven. 2011 gab es 37.496 Arbeitslose im Land Bremen.

## Gewerbe- und Industriegebiete
Auf Grund einer hohen Nachfrage nach Gewerbeflächen verabschiedet 2012 die Wirtschaftsdeputation ein Gewerbeprogramm 2020 (GEP 2020).
Die größten Gewerbe- und Industriegebiete sind:

### In Bremen
- Der Stadtteil Häfen beidseitig an der Weser mit dem Bremer Industrie-Park im Ortsteil Industriehäfen mit ca. 140 ha Fläche
- Die Innenstadt als Einkaufs-, Handels-, Banken-, Verwaltungs- und Medienzentrum mit um die 1.300 ha Fläche
- Das Güterverkehrszentrum Bremen (GVZ) in der Neustadt mit ca. 472 ha Fläche
- Die Überseestadt in Walle mit ca. 290 ha Fläche
- Die Gewerbegebiete in der Neustadt an der Neuenlander Straße – Oldenburger Straße (B 75) mit über 210 ha Fläche. Dort in der Airport-Stadt am Flughafen Bremen sind u. a. Airbus Bremen (3.000 Beschäftigte) und Astrium Bremen ansässig sowie der Möbelhersteller raumplus und der Spezialversand für Yacht- und Bootszubehör SVB. In direkter Nachbarschaft befindet sich das Gewerbegebiet Ochtum, mit der Nordmilch-Zentrale und mit der Bremer Straßenbahn AG
- Der Technologiepark Bremen um die Universität Bremen mit ca. 172 ha Fläche
- Der Gewerbepark Hansalinie in Hemelingen mit ca. 155 ha Fläche
- Das Gewerbegebiet Mercedes-Benz-Werke Bremen in Sebaldsbrück mit ca. 70 ha Fläche
- Das Industrie- und Gewerbegebiet Bremer Vulkan in Vegesack mit ca. 50 ha Fläche
- Das Gewerbegebiet Bayernstraße in Walle mit ca. 60 ha Flächen
- Das Gewerbegebiet Bremer-Kreuz in Osterholz mit ca. 50 ha Fläche
- Das Gewerbegebiet Alte Neustadt direkt an der Weser mit ca. 40 ha Fläche, mit u. a. der Brauerei Beck & Co und Mondelēz Bremen (früher Kraft Foods)
- Der Weserpark in Osterholz mit ca. 25 ha Fläche, mit dem Einkaufszentrum der Metro Group
- Das Gewerbegebiet Farge-Ost mit ca. 22 ha Fläche

### In Bremerhaven
- Das Zentrum der Stadt in Bremerhaven-Mitte
- Das Stadtbremische Überseehafengebiet Bremerhaven mit der Columbuskaje und dem Container-Terminal Bremerhaven
- LogInPort mit 306 Hektar in der Nähe vom Containerterminal und den Überseehäfen
- Fischereihafen mit der Nahrungsmittelindustrie, dem Schaufenster Fischereihafen und dem Windenergie-Anlagenbau
- Industriegebiet Luneplate/Luneort mit 80 Hektar im Süden der Stadt ist für Montage und Umschlag von Windenergieanlagen für Offshore-Windparks vorgesehen
- Gewerbegebiet Bohmsiel im Süden der Stadt mit Einzelhandelsmärkten und kleineren Betrieben
- Gewerbegebiet Van-Heukelum-Straße im Stadtteil Lehe
- Gewerbegebiet Rudloffstraße, nordwestlich vom Innenstadtbereich
- Gewerbegebiet Poristraße an der Autobahn A 27

## Institutionen für die Wirtschaft

### Öffentliche Einrichtungen
Land Bremen
- Oberste Landesbehörde ist die Senatorin für Wirtschaft, Arbeit und Europa.
  - Zu den Senatoren siehe Liste der Wirtschaftssenatoren von Bremen, Liste der Häfensenatoren von Bremen, Liste der Arbeitssenatoren von Bremen.
- Nachgeordnet ist das Hansestadt Bremisches Hafenamt in Bremerhaven.
- Wirtschaftsförderung Bremen GmbH (WFB)
- Institut Arbeit und Wirtschaft: Interdisziplinär es Forschungsinstitut in Trägerschaft der Universität Bremen und der Arbeitnehmerkammer Bremen

Stadt Bremen
- Der Wirtschaftssenator ist auch die kommunale Verwaltung.
- Unter Verantwortung des Wirtschaftssenators befinden sich Gesellschaften, die mehrheitlich in bremischen Besitz sind:
  - Für Messen, Veranstaltungen und Durchführung: Bremen Arena, Bremer Aufbau-Bank GmbH (BAB), Bremer Touristik Zentrale Gesellschaft für Marketing und Service mbh (BTZ), Beteiligungs- und Managementgesellschaft Bremen, CEON GmbH, Die Glocke Veranstaltungs GmbH, GAUSS GmbH (bis 2012), Messe Bremen, Stadthalle Bremen
  - Weitere Gesellschaften mit mehrheitlicher bremischer Beteiligung: BLG Logistics Group, bremenports GmbH, Bremer Ratskeller, Fähren Bremen-Stedingen GmbH, Fischereihafen-Betriebsgesellschaft, Flughafen Bremen GmbH, Großmarkt Bremen GmbH, Weser-Stadion GmbH

Stadt Bremerhaven
- Der Magistrat mit dem Referat für Wirtschaft und dem Finanz- und Wirtschaftsausschuss – Bereich Wirtschaft
- Bremerhavener Gesellschaft für Investitionsförderung und Stadtentwicklung mbH (BIS), zentraler Ansprechpartner in der Seestadt

### Kammern
Die Bremer Kammern sind berufsständische Körperschaft des öffentlichen Rechts, die das Verhältnis zwischen dem Land Bremen und den einzelnen privaten Unternehmen und Dienstleistern regeln.
- Die Handelskammer Bremen – IHK für Bremen und Bremerhaven vertritt die Interessen der gewerblichen Wirtschaft in Bremen und Bremerhaven. Die Handelskammer hat ihren Sitz im Schütting.
- Die Industrie- und Handelskammer Bremerhaven (IHK), Friedrich-Ebert-Straße 4/6, war bis 2016 die Selbstverwaltungsorganisation der gewerblichen Wirtschaft in Bremerhaven
- Die Handwerkskammer Bremen vertritt die Interessen des Handwerks mit über 4900 Betriebe und etwa 31.000 Beschäftigten im Land Bremen. Sie hat ihren Sitz im Gewerbehaus in Bremen.
- Die Arbeitnehmerkammer Bremen nimmt die Interessen der rund 290.000 Arbeitnehmer im Land Bremen war und führt die öffentliche Rechtsberatung durch.
- Die Landwirtschaftskammer Bremen hat die Aufgabe Landwirte zu beraten und zu informieren.
- Ärztekammer, Apothekerkammer, Architektenkammer, Hanseatische Rechtsanwaltskammer und Notarkammer, Steuerberaterkammer, Ingenieurkammer und Zahnärztekammer sind in Bremen die weiteren Vertretungen der freien Berufe.

### Messen und Veranstaltungen
Messen und Veranstaltungen für die Wirtschaft werden u. a. organisiert durch die Wirtschaftsförderung Bremen GmbH und deren Tochtergesellschaften HVG Hanseatische Veranstaltungs GmbH, Bremen Marketing GmbH und die MGH Messe- und Ausstellungsgesellschaft Hansa GmbH sowie durch die Veranstaltungs- und Messe GmbH Bremerhaven.
Im Land Bremen gibt es als Standorte:
- Congress Centrum Bremen, Bürgerweide, nördlich des Hauptbahnhofs
- Messe- und Veranstaltungszentrum Bremen, Bürgerweide, nördlich des Hauptbahnhofs
- Stadthalle Bremen, Bürgerweide, nördlich des Hauptbahnhofs
- Stadthalle Bremerhaven im Stadtteil Lehe

Bekannte, regelmäßige, wirtschaftorientierte Messen und Veranstaltungen sind:
- Bremer Eiswette im Januar
- Schaffermahlzeit im Bremer Rathaus im Februar
- Bremen Classic Motorshow, Messe Bremen im Februar
- Fish International, Messe Bremen im Februar
- Rad + Outdoor/Passion, Messe Bremen im Frühjahr
- Marktplatz des Schaufensters Fischereihafen Bremerhaven im April
- Festival Maritim, Bremen-Vegesack im August
- Maritime Woche an der Weser und in den Häfen im August
- HanseLife, Messe Bremen im September